# Star Wars, épisode VII : Le Réveil de la Force
Pour les articles homonymes, voir Star Wars, épisode VII : Le Réveil de la Force (homonymie).
Série Star Wars
Épisode III : La Revanche des Sith
(2005) Épisode VIII : Les Derniers Jedi
(2017)
Pour plus de détails, voir Fiche technique et Distribution.
Star Wars, épisode VII : Le Réveil de la Force (Star Wars: Episode VII – The Force Awakens) est un film de science-fiction américain de type space opera coécrit et réalisé par J. J. Abrams, sorti en 2015, soit dix ans après la sortie de La Revanche des Sith.
Également raccourci en Star Wars : Le Réveil de la Force (Star Wars: The Force Awakens) lors de la promotion, l'exploitation et le merchandising,, il s'agit du septième opus de la saga Star Wars ; il fait suite à l'épisode VI : Le Retour du Jedi, trente-deux ans après la sortie de celui-ci — décalage temporel conservé dans la narration. Il met en scène les personnages de la première trilogie, Leia Organa, Han Solo, Luke Skywalker et Chewbacca, et les protagonistes centraux de la nouvelle génération, Rey, Finn, Poe Dameron et le maléfique Kylo Ren. Le titre, Le Réveil de la Force, fait référence à l'héroïne Rey, qui découvre ses pouvoirs au cours du film.
Le Réveil de la Force est le premier film de la troisième trilogie Star Wars planifiée et annoncée après l'acquisition de Lucasfilm par The Walt Disney Company, pour 4 milliards de dollars, en octobre 2012. Le film est produit par J. J. Abrams, son collaborateur de longue date Bryan Burk et la présidente de Lucasfilm Kathleen Kennedy. En plus de la réalisation et de la production, Abrams a également coécrit le film avec Michael Arndt et Lawrence Kasdan, qui a coécrit les films de la trilogie originelle L’Empire contre-attaque et Le Retour du Jedi.
Le film dépasse le milliard de dollars de recettes en douze jours, en exploitation mondiale — à l'exception de la Chine où il est sorti en janvier 2016 — ce qui constitue un record historique de rapidité. Le Réveil de la Force devient ensuite le film ayant engrangé le plus de recettes de tous les temps en Amérique du Nord, dépassant Avatar en vingt jours, avec 764,4 millions de dollars de revenus. En février, il est enfin le troisième film à franchir les deux milliards de dollars de recettes mondiales, après Titanic et Avatar. Il est le sixième film sur la liste des 50 plus gros succès au box office.
L'Épisode VII est suivi, en 2017, par Star Wars, épisode VIII : Les Derniers Jedi, réalisé par Rian Johnson.
C'est aussi le dernier Star Wars sorti du vivant de Carrie Fisher.

## Synopsis

### Présentation de l'univers
L'univers de Star Wars se déroule dans une galaxie théâtre d'affrontements entre les Chevaliers Jedi et les Seigneurs noirs des Sith, personnes sensibles à la Force, un champ énergétique mystérieux leur procurant des pouvoirs parapsychiques. Les Jedi maîtrisent le côté lumineux de la Force, bénéfique et défensif, pour maintenir la paix dans la galaxie. Les Sith utilisent le côté obscur, nuisible et destructeur, pour leurs buts personnels et pour dominer la galaxie. Les Sith vont toujours par deux : un maître et un apprenti.
Pour maintenir la paix, une République galactique a été fondée avec pour capitale la planète Coruscant. Mais, tout au long de son existence, elle est secouée par des sécessions et des guerres. Le seigneur Sith Dark Sidious, masquant sa véritable identité sous les traits du sénateur Palpatine, de la planète Naboo, fomente un complot qui lui permet de se faire élire Chancelier Suprême de la République, d'éliminer les Jedi, de retourner l'un d'entre eux, Anakin Skywalker, pour en faire son apprenti, Dark Vador, et de faire tomber la République, remplacée en 19 av. BY par un Empire galactique autoritaire et discriminatoire qu'il dirige.
Mais après presque vingt années, la brutalité du régime provoque l'apparition d'une opposition armée : l'Alliance rebelle. Parmi eux se trouvent les enfants jumeaux d'Anakin, Luke et Leia, cachés dès leur naissance par les derniers maîtres Jedi. L'Alliance fête sa première victoire lors de la bataille de Yavin, lorsqu'une escadrille parvient à détruire l'arme absolue de l'Empire, la station spatiale Étoile de la mort. En 3 ap. BY, l'Empire contre-attaque en détruisant la base principale des rebelles sur la planète Hoth.
Un an plus tard, en 4 ap. BY, l'Empereur Palpatine supervise la construction d'une nouvelle station de combat en orbite autour de la lune forestière d'Endor. Guidée par Luke Skywalker, l'Alliance rassemble ses forces pour tenter le dernier assaut. Dans la bataille, Dark Vador redevient le Jedi qu'il était — Anakin Skywalker — et se sacrifie pour son fils en tuant Palpatine. C'est le début d'une nouvelle ère.

### Déroulement du synopsis

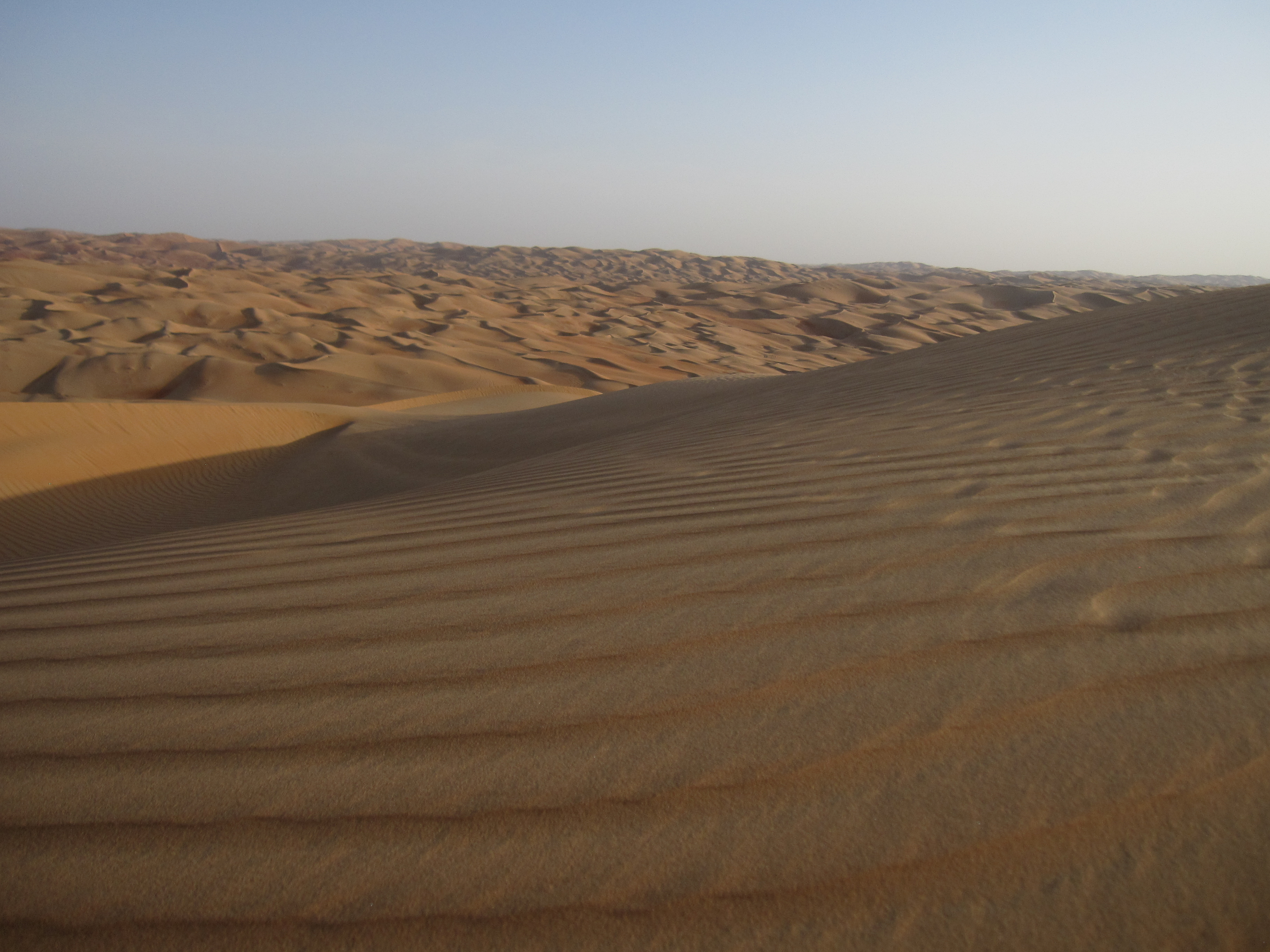
Paysages de la planète Jakku.

Trente années après la destruction de la seconde Étoile de la mort, Luke Skywalker, le dernier Jedi en vie, a disparu. Le Premier Ordre, né des ruines de l'Empire galactique, fouille la galaxie pour le retrouver, tout comme la Résistance, une force militaire défendant la Nouvelle République. À la tête de la Résistance se trouve la sœur jumelle de Luke, la générale Leia Organa.
Poe Dameron, le meilleur pilote de la Résistance, est envoyé sur la planète Jakku pour mettre la main sur une carte permettant de localiser Luke, cachée par un vieil homme, Lor San Tekka. Celui-ci lui remet la carte au moment où le village est attaqué par les troupes du Premier Ordre, menées par la capitaine Phasma et Kylo Ren, un puissant guerrier qui utilise le côté Obscur de la Force. Frustré par le refus du vieil homme d'obtempérer, il ordonne l'exécution de tous les villageois. L'un des stormtroopers, matricule FN-2187, panique et ne fait pas feu. Avant de se faire capturer par le Premier Ordre, Dameron dissimule la carte dans son droïde BB-8, qui s'échappe à travers les dunes de la planète désertique et tombe finalement sur une pilleuse d'épaves solitaire, Rey.
Kylo Ren conduit Dameron sur le vaisseau amiral et use de la Force pour lui soutirer des informations à propos de la carte. Au même moment, FN-2187 décide de quitter le Premier Ordre et de s'échapper. Il libère Dameron et lui demande de prendre les commandes d'un chasseur TIE, lequel est abattu et s'écrase sur Jakku. FN-2187, que Poe a renommé Finn, reprend conscience dans le désert et pense être le seul survivant. Il rejoint le village le plus proche, où il rencontre Rey et BB-8, et prétend être un membre de la Résistance. Poursuivis par le Premier Ordre, qui engage un bombardement aérien, ils parviennent à s'échapper à bord d'un vieux vaisseau, ignorant qu'il s'agit du Faucon Millenium, l'emblématique vaisseau de Han Solo.
Une fois dans l'espace, le Faucon est happé par un plus gros vaisseau, celui de Han Solo et Chewbacca qui ont repris leurs activités de contrebandiers. Pour les jeunes fugitifs, Solo est une légende de l'Alliance Rebelle. L'ancien général désabusé, séparé de Leia, leur explique que Luke avait commencé à former une nouvelle génération de Jedi lorsque l'un de ses apprentis s'est tourné vers le côté Obscur. Pris de remords, Luke s'est retiré aux confins de la galaxie.
Sur la base Starkiller, une planète transformée en arme de destruction massive capable de rayer de la carte des systèmes solaires entiers même très éloignés, Kylo Ren apprend de la bouche du suprême leader Snoke que pour vaincre le côté lumineux de la Force qui se trouve encore en lui, il doit éliminer son père, qui n'est autre que Han Solo. Ce dernier, en compagnie de Finn, Rey et Chewbacca, arrive sur la planète Takodana pour y retrouver Maz Kanata. Elle doit les aider à découvrir l’emplacement de la base de la Résistance à laquelle ils doivent remettre la carte. Alors que Finn décide de quitter le groupe pour suivre sa propre voie, Rey est aiguillée par la Force vers un coffre dans lequel se trouve le sabre laser d'Anakin Skywalker, puis de son fils Luke, perdu sur Bespin lors de l’Épisode V, caché là depuis des années par Maz Kanata. Mettre la main sur cette arme provoque en Rey de terrifiantes visions, dont celles de son propre passé, et elle s’enfuit dans la forêt.

Le sabre laser d'Anakin Skywalker.

Le Premier Ordre attaque Takodana, tandis que la base Starkiller inaugure son armement en puisant son énergie d’un soleil, et détruit d'un seul tir plusieurs planètes du système Hosnian, portant un coup fatal à la Nouvelle République qui s'y était établie. Le Sénat Galactique, Coruscant ainsi que Hosnian Prime sont anéantis. Han Solo, Chewbacca et Finn combattent les stormtroopers et sont défendus par une escadrille de X-wings menée par Dameron. Kylo Ren capture Rey, utilise la Force pour tenter de lui soutirer des informations, puis l'embarque dans son vaisseau et donne l'ordre de repli à ses troupes, estimant qu'il n'a plus besoin du droïde BB-8. Mais la jeune femme résiste à ses pouvoirs psychiques et prend conscience des siens. Attachée à un siège métallique, et grâce à une manipulation mentale avec la Force, elle oblige ensuite un Stormtrooper à la libérer et à lâcher son arme qu'elle récupère avant de s'échapper. Entrant dans une rage folle en constatant les faits, Kylo Ren explique ensuite à Snoke que « la Force est puissante » autour de cette jeune femme.
Han Solo retrouve Leia Organa sur la base de la Résistance sur D’Qar, où il est arrivé en compagnie de Finn et de Chewbacca, tandis que BB-8 rencontre le droïde de protocole C-3PO, portant un bras rouge. Elle lui demande de partir à la recherche de leur fils, Ben, passé du côté Obscur sous le nom de Kylo Ren, pour le ramener du bon côté. Sur cette planète, R2-D2 est en veille depuis que Luke Skywalker a disparu. Au même moment, le Premier Ordre s’active sur la base Starkiller pour préparer la destruction de D’Qar, tandis que la Résistance met un plan au point pour désactiver les boucliers de cette planète-arme afin de laisser le champ libre aux X-Wings. Ce rôle est dévolu au Faucon Millenium. Han, Chewbacca et Finn s’infiltrent sur la base Starkiller, arrivent à désactiver le bouclier en forçant le capitaine Phasma à le faire, et retrouvent Rey.
L’escadrille ne parvient pas à ses fins, ce qui contraint Han et Chewbacca à disposer des explosifs à l’intérieur de la base. Kylo Ren apparaît et retrouve son père sur une passerelle au-dessus du vide. Il lui explique être « coupé en deux » entre les côtés lumineux et obscur de la Force, lui demande son aide, et lui tend son sabre laser. Mais au moment où Han va s’en saisir, son fils raffermit sa prise, active l'arme et le tue. Han Solo tombe et son corps disparaît dans le vide sous les yeux de Finn, Chewbacca et Rey, impuissants. Cela déclenche la colère de Chewbacca, qui actionne les explosifs et parvient à blesser Kylo Ren avec son arbalète. Bien qu'absente des lieux, Leia ressent dans la Force le terrible drame qui vient d'arriver.
Alors que la base est sur le point d’être détruite par l’action conjuguée des explosifs et des X-Wings, Finn et Rey fuient à travers la forêt enneigée en direction du Faucon Millenium. Cependant, ils sont rattrapés par Kylo Ren, qui assomme Rey en la projetant contre un arbre avec la Force, puis affronte Finn, qui s'était emparé du sabre laser d’Anakin Skywalker, et le met rapidement hors de combat en le laissant gravement blessé. Finn a lâché le sabre qui est retombé à plusieurs mètres d'eux dans la neige. Kylo Ren se sert de la Force pour le récupérer, mais l'arme le dépasse et termine sa course dans la main de Rey, qui a repris conscience. S’ensuit un combat au sabre laser où Rey, dans un premier temps acculée, prend finalement le dessus avec l'aide de la Force, laissant Kylo Ren sévèrement blessé au moment où le sol s’ouvre sous leurs pieds. Rey retourne auprès de Finn, toujours inconscient. Ils sont évacués in extremis par Chewbacca à bord du Faucon Millenium, juste avant l'explosion de la base Starkiller. Au même moment, le Suprême Leader Snoke demande au général Hux de récupérer Kylo Ren, afin qu’il puisse « achever sa formation ».
Sur la base de la Résistance qui fête la victoire, R2-D2 se réactive, BB-8 complète ainsi la carte que le droïde gardait dans ses circuits, ce qui permet aux Résistants de localiser la planète sur laquelle se cache Luke Skywalker. Rey s’y rend avec Chewbacca et R2-D2. Elle retrouve Luke sur une île au milieu d'une planète océanique. Rey tend à Luke son sabre laser, qui avait jadis appartenu à son père, Anakin Skywalker.

## Personnages
- Rey : pilleuse d'épaves solitaire, abandonnée par sa famille, vivant sur la planète Jakku. Elle va progressivement découvrir ses pouvoirs et contrôler la Force[9].
- Finn : connu sous le matricule FN-2187, c'est un Stormtrooper qui se découvre une raison de vivre et décide de s'enfuir avec Poe Dameron, le pilote de la Résistance retenu prisonnier par le Premier Ordre.
- Kylo Ren : chef des Chevaliers de Ren et commandant du Premier Ordre. Il possède un sabre laser rouge avec une garde et est sensible à la force. Il porte une tunique noire, complétée d'un masque, qu'il porte pour cacher son jeune âge et se faire respecter au sein de la chaîne de commandement ; son casque démontre son fanatisme pour Dark Vador. Il commande les Stormtroopers du Premier Ordre. Kylo Ren est en réalité Ben, le fils de Han Solo et de Leia Organa, qui s'est laissé séduire par le suprême leader Snoke et a basculé du côté obscur de la Force[10]. Complexé par son infériorité, il fait tout pour ressembler à son grand-père, pour devenir ainsi aussi grand, voire plus grand que lui.
- Poe Dameron : il est le meilleur pilote de la Résistance. Poe est envoyé sur Jakku pour récupérer de précieuses informations concernant Luke Skywalker.
- Han Solo : il a repris ses activités de contrebandier aux côtés de son fidèle ami Chewbacca après avoir été un général de l'Alliance rebelle 30 ans plus tôt.
- Chewbacca : le légendaire guerrier wookie est toujours fidèle à Han Solo ; ils mènent leurs activités ensemble. Quand ils retrouvent le Faucon Millenium, Han lui dit : « Chewie, on est à la maison ! »
- Leia Organa : ancienne membre de l'Alliance rebelle, elle est désormais la générale qui dirige la Résistance contre le tyrannique Premier Ordre.
- Luke Skywalker : toute la galaxie le recherche. Dernier Jedi en vie, il s'est exilé sur une planète introuvable après que la formation de son neveu a mal tourné.
- Maz Kanata : une vieille « sage », qui sait beaucoup de choses. Elle possède le sabre laser d'Anakin Skywalker, transmis dans l'épisode IV à Luke, qu'elle cache dans un coffre sur la planète Takodana.
- Général Hux : l'officier le plus gradé du Premier Ordre. Il dirige la base Starkiller et a pleinement confiance en ses troupes de Stormtroopers.
- Phasma : officier féminin de haut rang du Premier Ordre, qui n'apparaît que dans son armure métallique.
- Snoke : le suprême leader du Premier Ordre, qui maîtrise le côté obscur de la Force et dont Kylo Ren est l'apprenti.
- BB-8 : c'est le droïde de Poe Dameron. Il obtient un fragment de carte galactique pour retrouver Luke Skywalker.
- Lor San Tekka : prêtre de l'Église de la Force qui donne le fragment de carte menant à Luke Skywalker à Poe Dameron, avant d'être assassiné par Kylo Ren, dont il connaît les origines.

## Fiche technique
Sauf indication contraire, les informations mentionnées dans cette section peuvent être confirmées par les bases de données cinématographiques IMDb et Allociné,  présentes dans la section « Liens externes ».
- Titre original : Star Wars: Episode VII – The Force Awakens
- Titre français : Star Wars, épisode VII : Le Réveil de la Force
- Titre québécois : Star Wars – Le Réveil de la Force
- Réalisation : J. J. Abrams
- Scénario : J. J. Abrams, Lawrence Kasdan et Michael Arndt[11], d'après les personnages créés par George Lucas
- Musique : John Williams[12]
- Direction artistique : Alastair Bullock, Ajay Chodanker, James Clyne, James Collins, Robert Cowper, Peter Dorme, Jordana Finkel, Mark Harris, Kevin Jenkins, Ashley Lamont, Neil Lamont, Mary Mackenzie, Andrew Palmer, Stuart Rose, Hayley Easton Street, Stephen Swain et Gary Tomkins
- Décors : Rick Carter et Darren Gilford
- Costumes : Michael Kaplan
- Maquillage : Bill Corso et Amanda Knight
- Coiffure : David Dorling
- Photographie : Daniel Mindel[13]
- Son : David Acord, Tom Lalley, Andy Nelson, Christopher Scarabosio, Matthew Wood
- Montage : Maryann Brandon et Mary Jo Markey
- Production : J. J. Abrams, Bryan Burk et Kathleen Kennedy
  - Production exécutive (Islande) : Leifur B. Dagfinnsson
  - Production déléguée : Tommy Harper et Jason D. McGatlin
  - Production associée : Michael Arndt
  - Coproduction : Pippa Anderson, Tommy Gormley, Michelle Rejwan, Ben Rosenblatt, John Swartz, Susan Towner
- Sociétés de production : Lucasfilm Ltd. et Bad Robot ; True North Productions[réf. souhaitée]
- Société de distribution : Walt Disney Studios Motion Pictures
- Budget : 215 millions de $[14] ; 245 millions de $[15],[16]
- Pays de production :  États-Unis
- Langue originale : anglais
- Format : couleur - 35 mm[13] - 2,39:1 (CinemaScope - Panavision) - son 12-Track Digital Sound | Dolby Atmos | Dolby Surround 7.1 | Datasat | Dolby Digital | IMAX 6-Track | Sonics-DDP | Auro 11.1
- Genres : science-fiction, action, aventures, fantastique
- Durée : 138 minutes[17]
- Dates de sortie[18] :
  - États-Unis : 14 décembre 2015 (première mondiale à Los Angeles)[19],[20] ; 18 décembre 2015 (sortie nationale)[21]
  - France, Belgique, Suisse romande : 16 décembre 2015[22],[23],[24],[25]
  - Québec : 18 décembre 2015[26]
- Classification :
  - États-Unis : accord parental recommandé, film déconseillé aux moins de 13 ans (PG-13 - Parents Strongly Cautioned)[note 3]
  - France : tous publics (conseillé à partir de 8 ans)[27],[28]
  - Belgique : tous publics (Alle Leeftijden)[24]
  - Suisse romande : interdit aux moins de 12 ans[29]
  - Québec : tous publics (G - General Rating)[26]

## Distribution
- Daisy Ridley[30] (VF : Jessica Monceau ; VQ : Catherine Brunet) : Rey[31]
- John Boyega[30] (VF et VQ : Diouc Koma) : FN-2187 / Finn[31]
- Adam Driver[30] (VF : Valentin Merlet ; VQ : Christian Perrault) : Kylo Ren / Ben Solo[32]
- Harrison Ford (VF et VQ : Richard Darbois) : Han Solo[30]
- Oscar Isaac[30] (VF : Benjamin Penamaria ; VQ : Patrice Dubois) : Poe Dameron[31]
- Carrie Fisher (VF : Béatrice Delfe ; VQ : Anne Caron) : générale Leia Organa[30]
- Peter Mayhew et Joonas Suotamo : Chewbacca[33]
- Domhnall Gleeson[30] (VF : Jean-Pierre Michaël ; VQ : Alexis Lefebvre) : général Hux[34]
- Lupita Nyong'o[35] (VF : Marie Tirmont ; VQ : Catherine Hamann) : Maz Kanata[36]
- Andy Serkis[30] (VF : Féodor Atkine ; VQ : Sylvain Hétu) : suprême leader Snoke[37]
- Max von Sydow[30] (VF et VQ : lui-même) : Lor San Tekka[38]
- Gwendoline Christie[35] (VF : Julie Dumas ; VQ : Camille Cyr-Desmarais) : capitaine Phasma[36]
- Anthony Daniels (VF : Jean-Claude Donda ; VQ : François Sasseville) : C-3PO[39]
- Mark Hamill : Luke Skywalker[30]
- Tim Rose (VF : Patrick Raynal) : amiral Ackbar[40]
- Mike Quinn : Nien Nunb[41]
- Greg Grunberg[42] (VF : Sylvain Lemarié) : Snap Wexley[43]
- Ken Leung[44] (VF : Laurent Morteau) : amiral Statura
- Simon Pegg (VF : François Siener[note 4]) : Unkar Plutt
- Jessica Henwick[45] (VF : Julie Quesnay) : Jessika Pava
- Warwick Davis : Wollivan
- Billie Lourd[46] : Kaydel Ko Connix
- Harriet Walter : Dr Kalonia
- Brian Vernel (VF : Joachen Haegele) : Bala-Tik
- Yayan Ruhian : Tasu Leech
- Iko Uwais : Razoo Quin-Fee
- Thomas Brodie-Sangster : le sergent Thanisson du Premier Ordre
- Maisie Richardson-Sellers : Korr Sella
- Liang Yang : FN-2199[47]
- Ewan McGregor et Alec Guinness (VF : Bruno Choël ; VQ : François Godin) : Obi-Wan Kenobi (caméo vocal[48])
- Frank Oz (VF : Daniel Kenigsberg) : Yoda (caméo vocal[48])
- Daniel Craig : le stormtrooper contrôlé par Rey[49] (caméo)
- Michael Giacchino et Nigel Godrich : des stormtroopers[50] (caméos)
- Jimmy Vee (non crédité)[51] et Kenny Baker (consultant) : R2-D2
- Judah Friedlander : un homme dans la taverne de Maz[52] (caméo)

Photos des acteurs principaux.
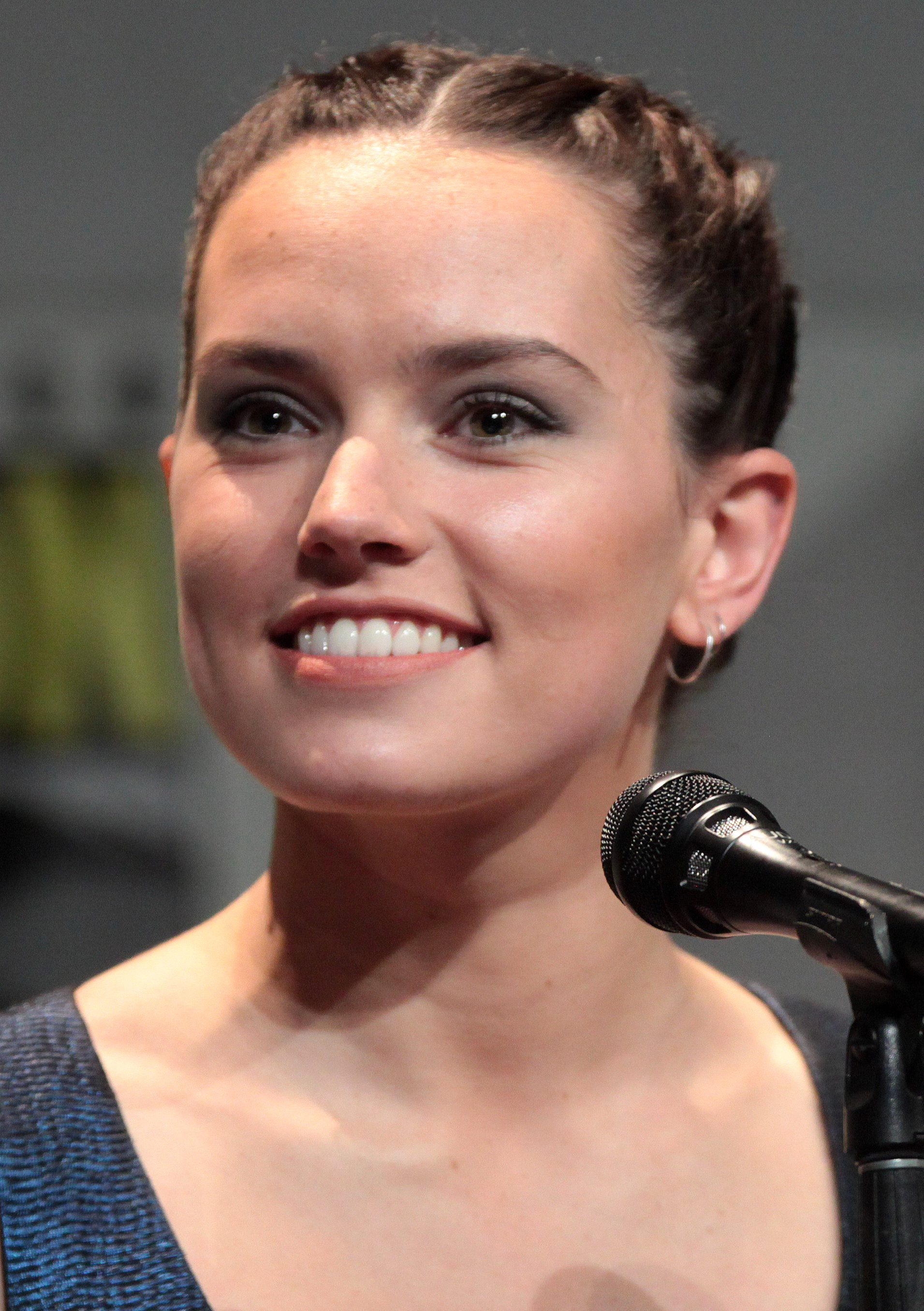
Daisy Ridley est Rey
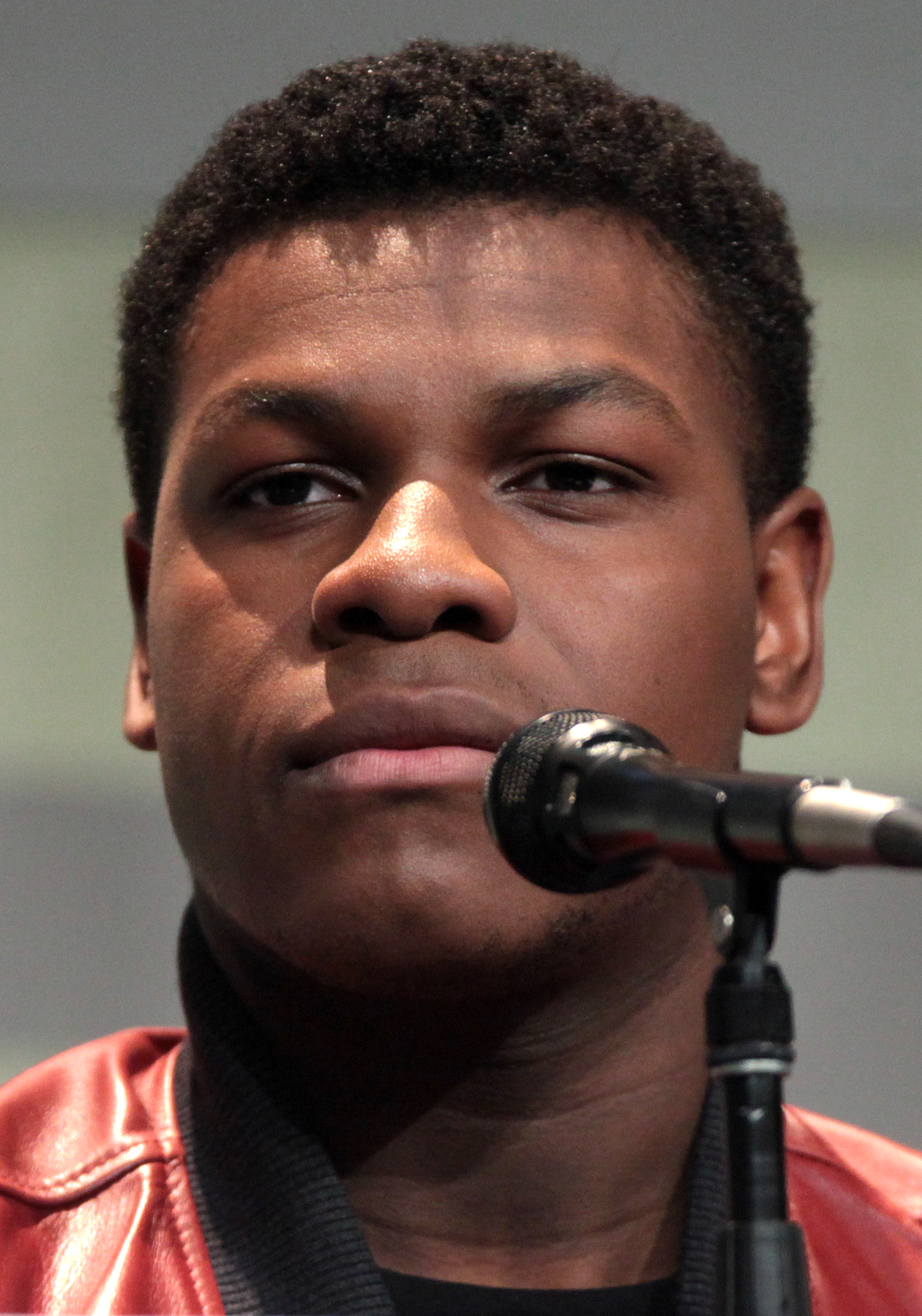
John Boyega est Finn
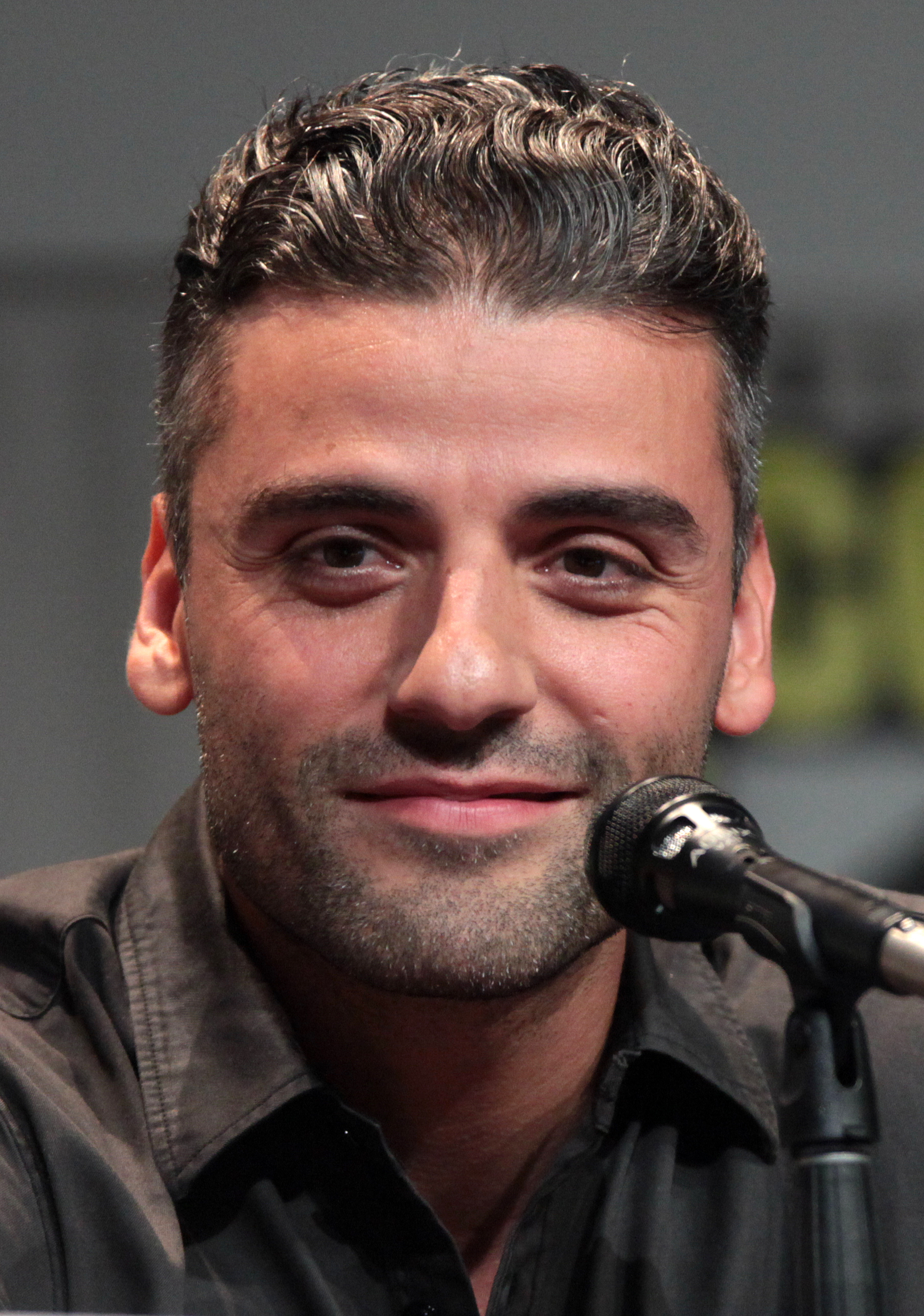
Oscar Isaac est Poe Dameron
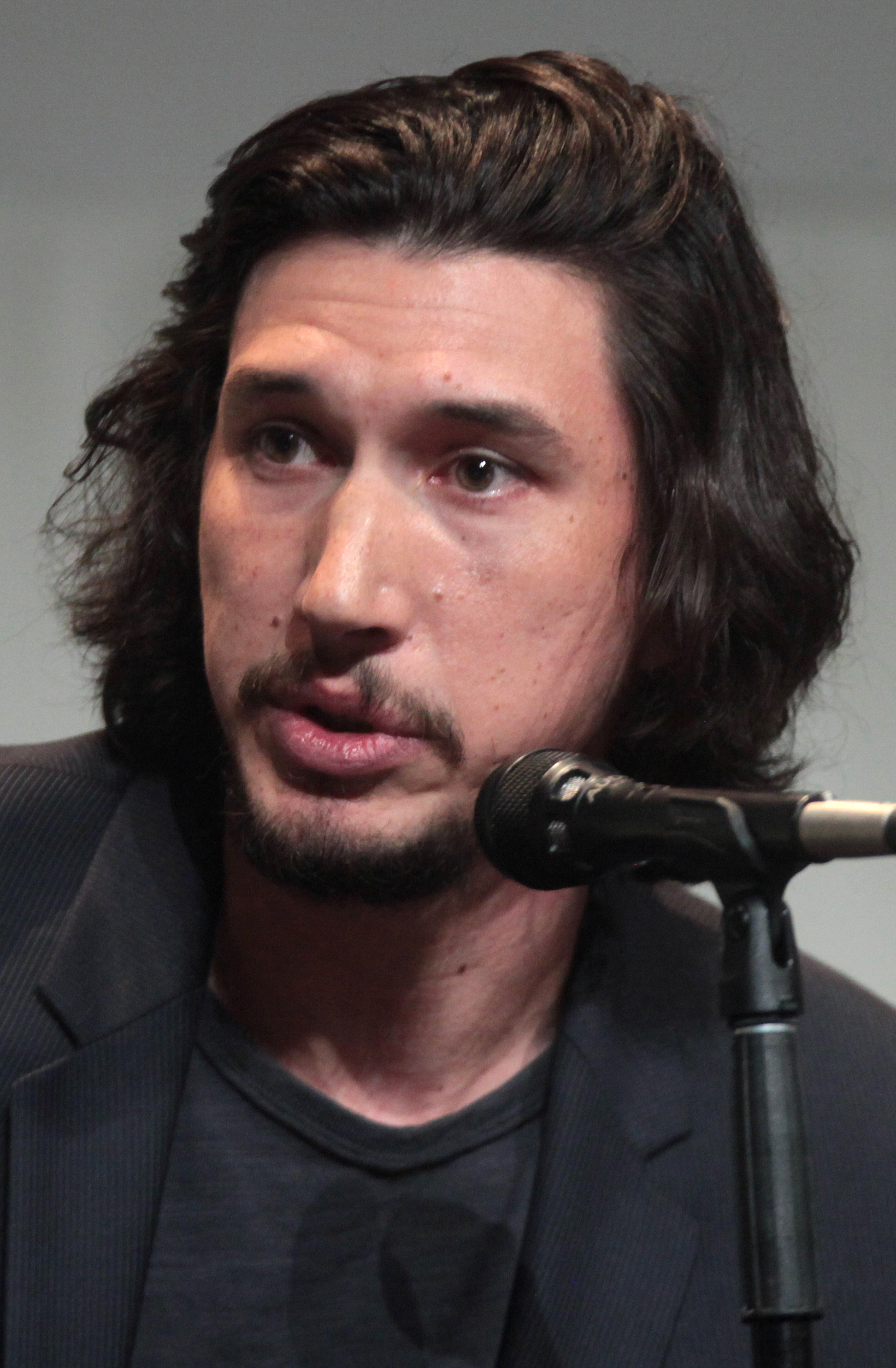
Adam Driver est Kylo Ren
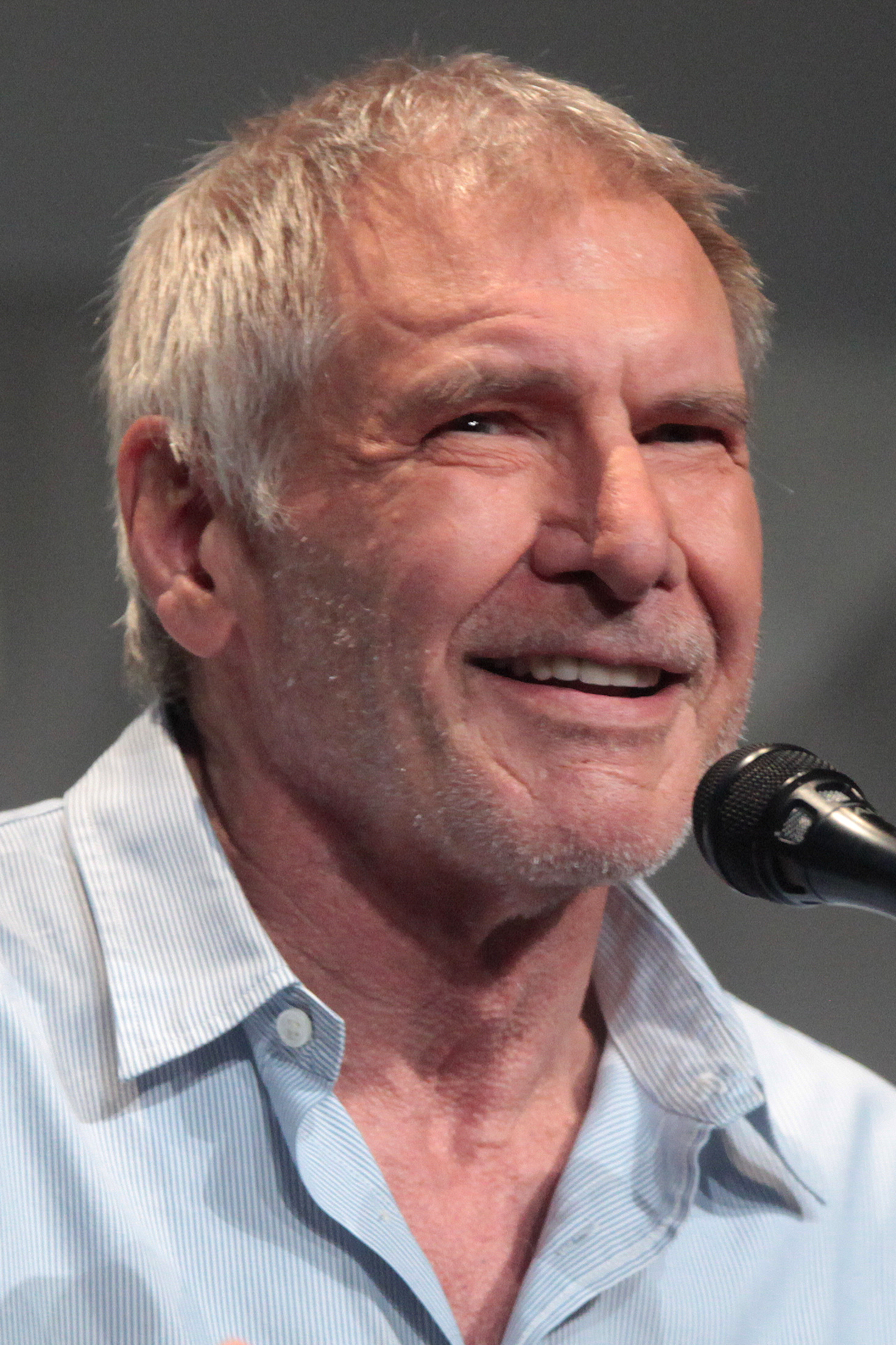
Harrison Ford est Han Solo
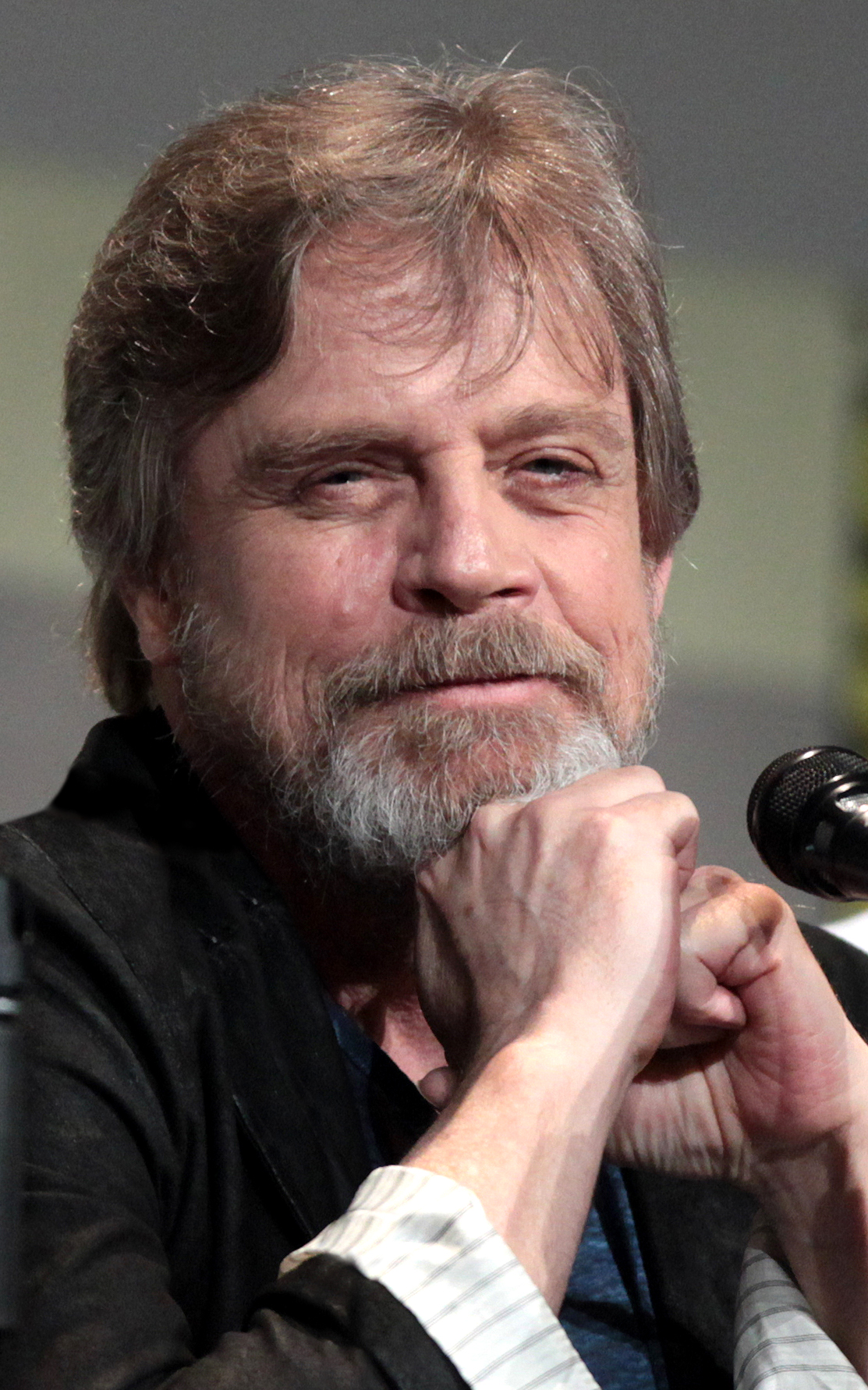
Mark Hamill est Luke Skywalker
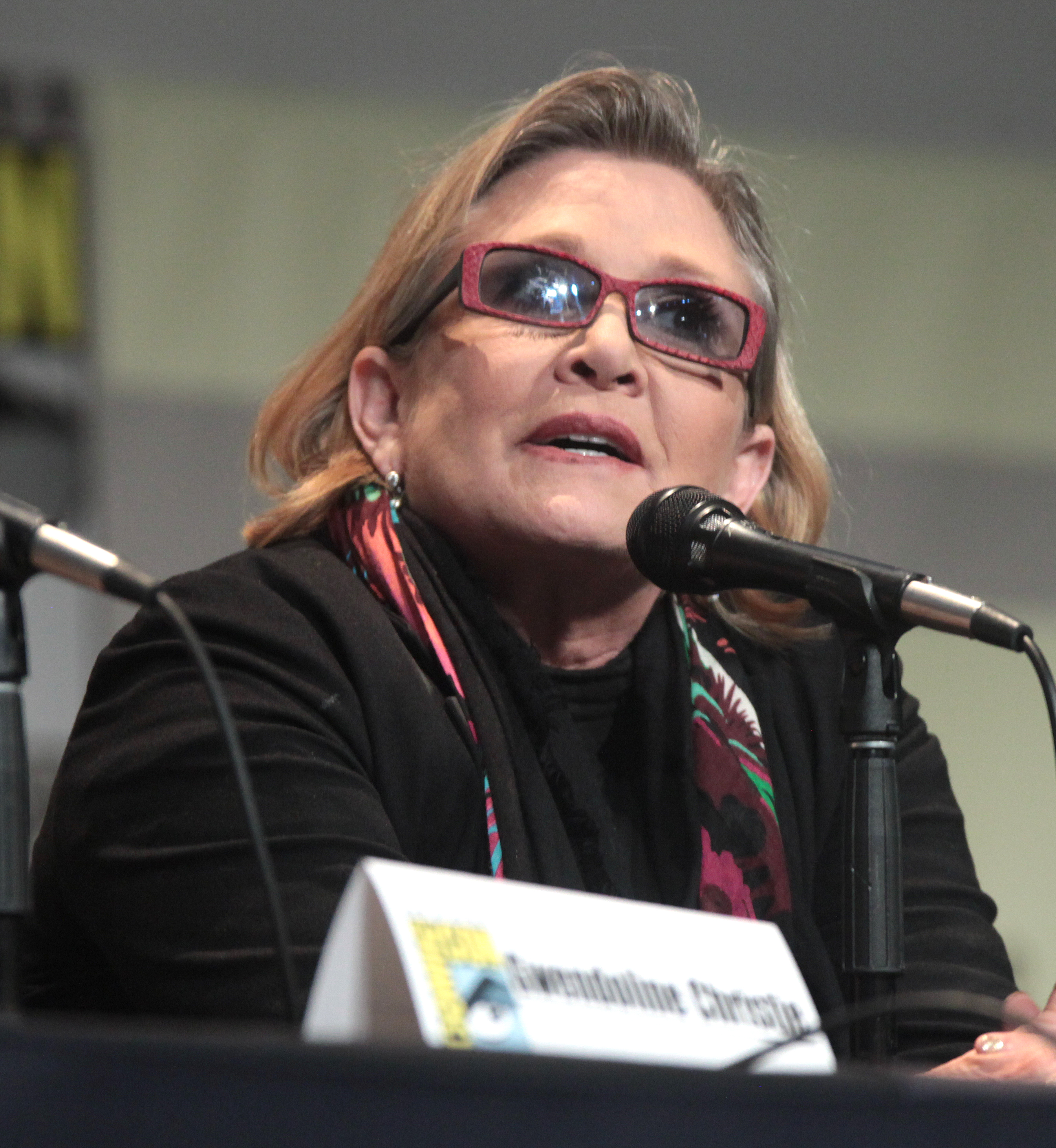
Carrie Fisher est la générale Leia Organa
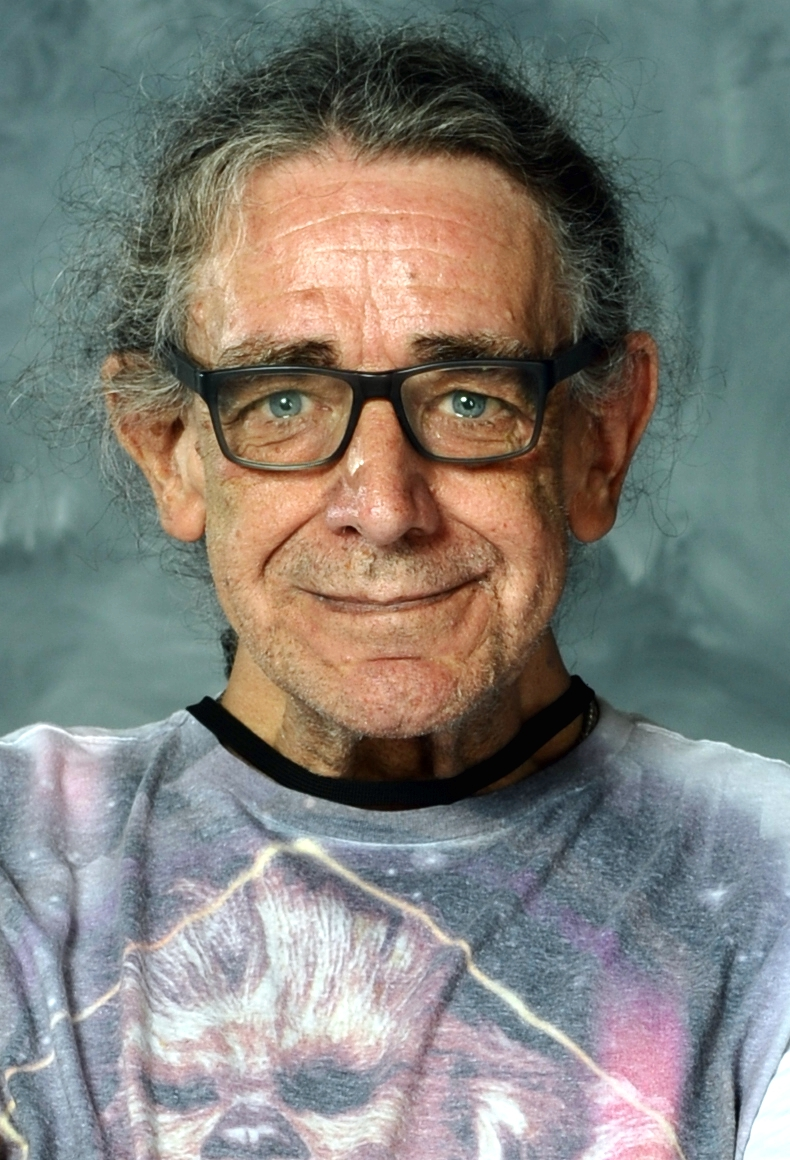
Peter Mayhew est Chewbacca

La distribution compte également de nombreuses voix additionnelles, parmi lesquelles se trouvent Dee Bradley Baker, Eugene Byrd, Dave Filoni, Amanda Foreman, Tom Kane, Matt Lanter, Meredith Salenger, Kevin Smith, Catherine Taber, Fred Tatasciore, James Arnold Taylor, Sam Witwer et Matthew Wood.
Version française réalisée par la société de doublage Dubbing Brothers, avec des dialogues de Thomas Murat sous la direction artistique de Jean-Pierre Dorat
Sources et légende : version française (VF) sur AlloDoublage. version québécoise (VQ) sur Doublage Québec

## Production

### Développement

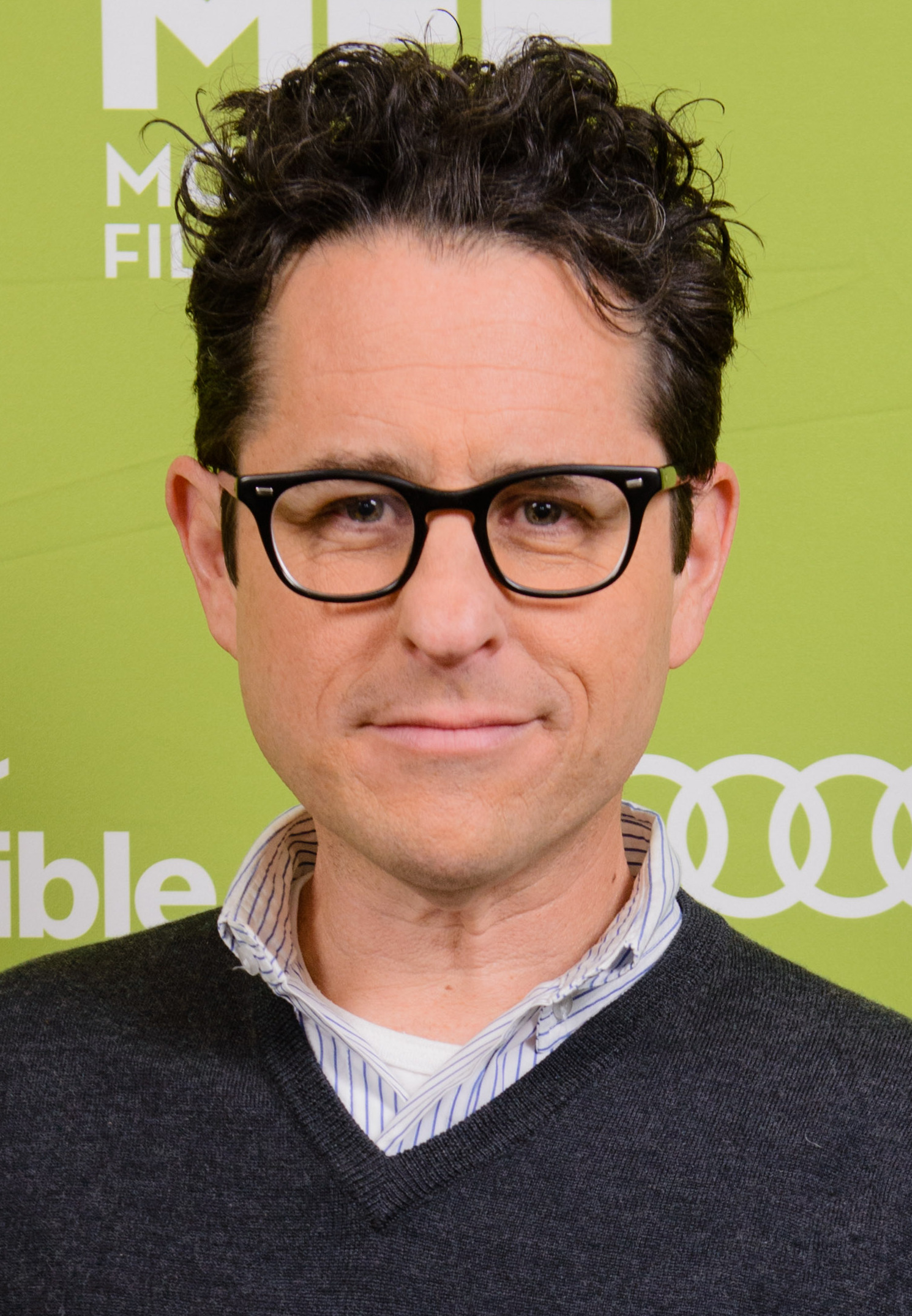
Le co-scénariste et réalisateur J. J. Abrams au Montclair Film Festival 2015, pour la promotion du film.

L'annonce de ce film est faite le 30 octobre 2012, lorsque la Walt Disney Company révèle avoir acheté la compagnie Lucasfilm (pour 4 050 000 000 dollars). Disney indique que le film sera le premier d'une trilogie, et que la série Star Wars continuera au-delà, avec d'autres films dérivés de cet univers. Le paiement de plus de 4 milliards de dollars pour le droit de produire ce film (et les suivants) constitue « une des plus grosses opérations financières récentes d'Hollywood ». Commentant cet achat, le Financial Times remarque : « Lucasfilm apporte [à Disney] un public […] de fans passionnés qui se presseront très certainement en grand nombre pour voir le septième film Star Wars, dont Disney a dit cette semaine qu'il sera en salles en 2015. Une nouvelle trilogie suivra, et peut-être d'autres films après ça : le public déjà prêt garantit que, en faisant un peu attention, Star Wars sera la source de revenus importants pendant de nombreuses années ». The Independent évoque, de même, une marque « prête à exploiter » pour Disney, avec un public acquis pour les nouveaux films, ainsi que pour le merchandising qui en découlera.
George Lucas sera un « consultant » pour l'épisode VII, et a apporté son accord à ce projet : « Il est temps pour moi de transmettre Star Wars à une nouvelle génération de cinéastes. […] J'ai pensé qu'il était important de mettre en place cette transition de mon vivant ». Kathleen Kennedy, vice-présidente de Lucasfilm qui devient dès lors présidente, sera la productrice déléguée du film.
Différents réalisateurs (Steven Spielberg, Quentin Tarantino, Zack Snyder et Guillermo del Toro) ont été approchés par Lucasfilm avant de décliner l'offre, la plupart d'entre eux justifiant ce choix par la poursuite de projets en cours. Le nom de Brenda Chapman circulait également à la mi-novembre 2012, avant que l'intéressée ne démente cette piste. Cette dernière semblait pourtant crédible : après avoir longtemps travaillé pour les studios Disney puis Pixar (filiale de Disney depuis 2006), la réalisatrice de Rebelle avait été engagée en tant que consultante par Lucasfilm pendant l'été 2012, quelques semaines avant l'officialisation de l'achat de cette société par Disney. Avant l'officialisation de J. J. Abrams à la réalisation, c'est la piste de Brad Bird (Les Indestructibles, Mission impossible : Protocole Fantôme) qui reste la plus crédible, mais le réalisateur américain souhaite voir aboutir le projet À la poursuite de demain, autre production Disney avec George Clooney.
Alors que celui-ci avait dans un premier temps refusé l'offre, il est finalement annoncé le 24 janvier 2013 que c'est J. J. Abrams qui a été choisi pour la réalisation de l'épisode VII, mais sans confirmer la date de 2015 ; celle-ci ne sera confirmée qu'au mois d'août de la même année. Cependant, à la fin du mois d'octobre 2013, des rumeurs relayées par la presse, et faisant suite au départ du scénariste Michael Arndt,, annoncent que le script n'est pas tout à fait prêt et que Lucasfilm souhaiterait reporter le film pour 2016. Ce changement de planning aurait été refusé par Disney. Quelques jours plus tard, Disney renonce à une sortie estivale du film en annonçant la date du 18 décembre 2015 comme date de sortie américaine. Le 20 septembre 2014, le gouvernement britannique accorde une réduction d'impôts de 8 millions de livres aux studios Disney pour le tournage de Star Wars, épisode VII au Royaume-Uni.

### Scénario

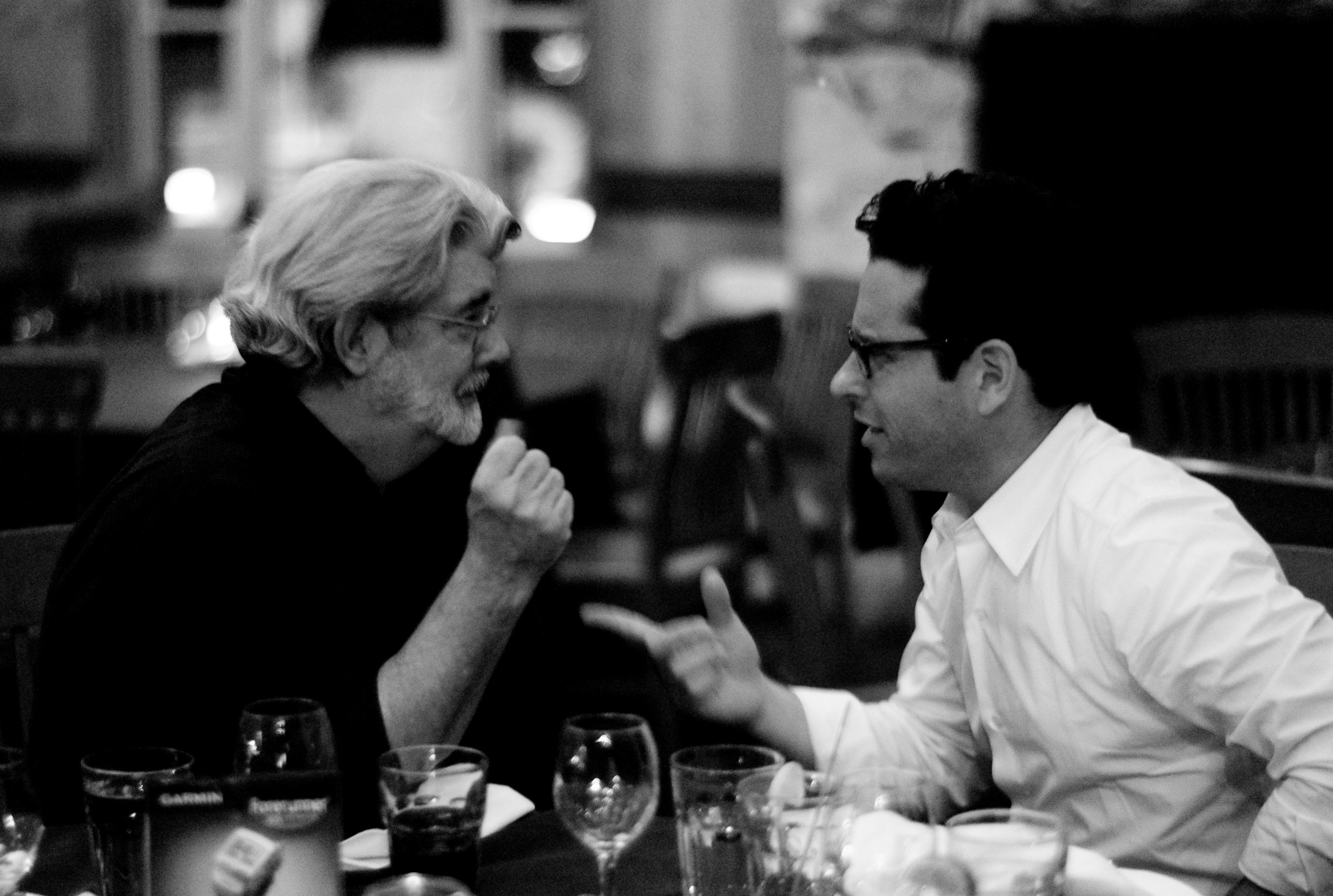
Le réalisateur J.J. Abrams aux côtés de George Lucas, créateur de la saga Star Wars, en août 2007.

En octobre 2012, au moment du rachat du studio Lucasfilm et de la franchise Star Wars par les studios Disney, George Lucas, le créateur de la franchise, indique avoir remis à Disney ses projets d'histoires pour une troisième trilogie de films. Les premières informations sur le projet de l'épisode VII le présentent comme un film formant une suite de l'épisode VI, Le Retour du Jedi, mais sans plus de précision. « L'histoire devrait se concentrer sur une nouvelle génération de héros[réf. nécessaire] ». Un représentant de Lucasfilm indique à la chaîne Entertainment Television que l'histoire de l'épisode VII sera inédite, et non pas une adaptation des romans de l'univers étendu. Le Los Angeles Times indique qu'au cours des mois avant l'annonce du film, « plusieurs scénaristes connus, ayant l'expérience de films de Hollywood à grand budget », informés que l'épisode VII se préparait, ont rencontré George Lucas et Kathleen Kennedy pour leur proposer des projets de scénario. Jay Rasulo, directeur financier de la Walt Disney Company, annonce en outre que le film a déjà un traitement (film treatment (en) en anglais, projet concret, avec ébauche de scénario). Peu après, Disney confirme que le scénario est confié à Michael Arndt, mais presque un an après sa nomination, il est remplacé en octobre 2013 par J. J. Abrams lui-même, accompagné de Lawrence Kasdan, déjà coscénariste de L'Empire contre-attaque et Le Retour du Jedi. En avril 2014, Mark Hamill, Carrie Fisher et Harrison Ford sont annoncés dans leurs anciens rôles respectifs de Luke Skywalker, Leia Organa et Han Solo, mais plus vieux d'une trentaine d'années. Finalement, George Lucas affirme dans une interview accordée au site Cinema Blend en janvier 2015 que Disney n'a retenu aucune de ses idées pour les films en développement.
Les trois bandes annonces diffusées respectivement en novembre 2014, en avril et en octobre 2015 font apparaitre les personnages de Rey, une jeune femme sensible à la Force (Daisy Ridley), ainsi que de Finn (John Boyega) et du pilote Poe Dameron (Oscar Isaac), comme les trois principaux personnages de la nouvelle trilogie.

### Tournage

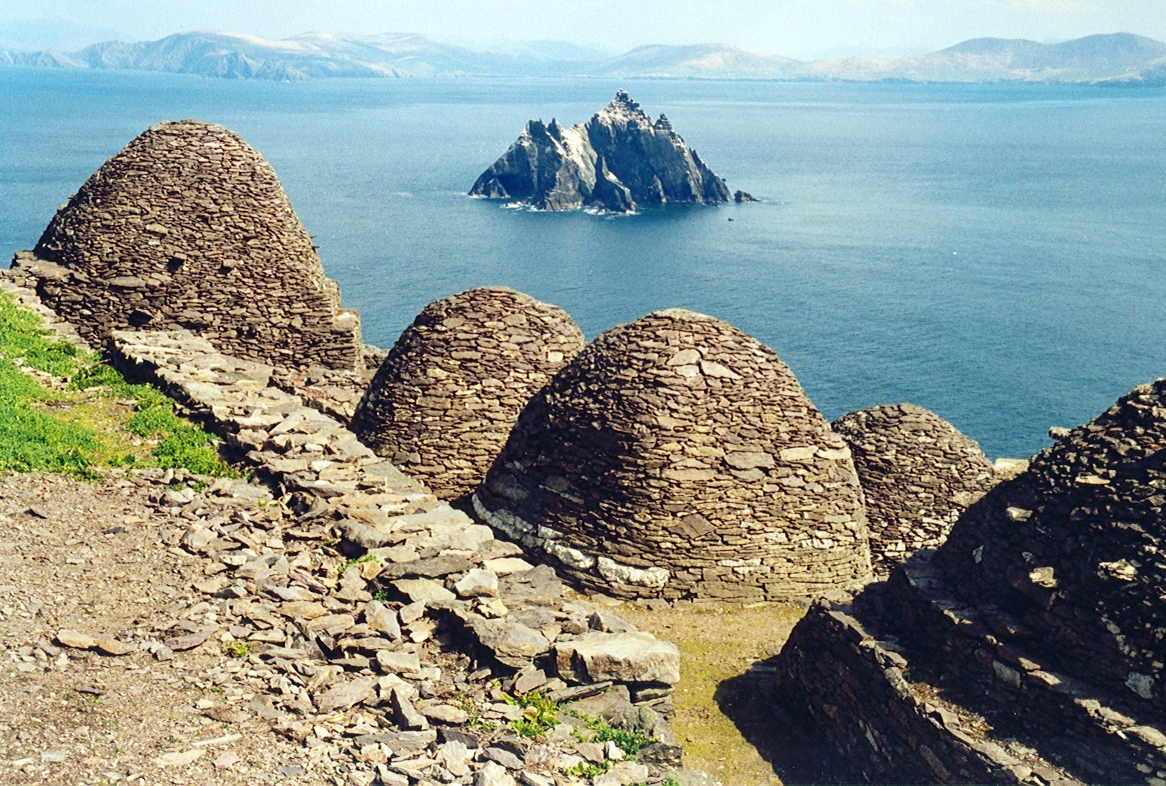
Skellig Michael en Irlande, où est tournée la scène finale du film.

En mai 2013, Lucasfilm annonce que ce film sera principalement tourné aux Pinewood Studios près de Londres, là où la plupart des épisodes précédents ont été réalisés. Le tournage débute officiellement en mai 2014 et s'achève six mois plus tard, fin octobre 2014.
Le tournage a également pris place dans le désert de Rub al-Khali pour des scènes sur Jakku et sur l'île de Skellig Michael pour la scène finale.
En juin 2014, durant le tournage, Harrison Ford se casse une jambe à cause d'une porte hydraulique qui s'est refermée sur lui. Le 12 octobre 2016, Foodles Productions, filiale de LFL Productions, branche britannique de Lucasfilm, est condamnée à payer 1,6 million de £ en raison de manquements aux règles de sécurité dans cet accident,.
Le film, comme les deux épisodes suivants de cette troisième trilogie, est tourné en pellicule argentique 35 mm (caméras Panavision), contrairement à la prélogie dans les années 1990 et 2000.
À la fin du film, avant que Rey ne parte pour retrouver Luke Skywalker, on peut voir qu'un R2 de couleur rose est en première ligne. Ce R2 fut construit par un père pour sa fille décédée en 2005 à la suite d'une maladie et l'équipe a tenu à lui rendre hommage en l'intégrant dans le film,.

### Postproduction
En août 2013, le directeur de la photographie, Daniel Mindel, déclare que le film s'appuiera sur l'emploi de lieux réels et des maquettes en plus de l'imagerie générée par ordinateur, afin de rendre le film esthétiquement similaire à la trilogie originale. Pour ce faire, le droïde BB-8 est un accessoire physique qui a été développé par Disney Research en partenariat avec Sphero (en), créé par Neal Scanlan (en) et exploité directement sur le tournage avec les acteurs,.
En février 2014, Industrial Light & Magic (ILM) annonce son intention d'ouvrir un établissement à Londres, citant les films Star Wars comme un catalyseur pour l'expansion. La participation de la branche d'ILM à Vancouver à la conception des effets spéciaux du film est également annoncée. Le 15 août 2015, lors du Disney D23 Expo, J. J. Abrams indique que la durée du montage initial du film est de 124 minutes.

### Musique
Le compositeur John Williams est annoncé, en juin 2013, de retour à la baguette pour la musique du film, après avoir composé celles des six premiers épisodes. Elle est enregistrée à Los Angeles durant plusieurs mois.
La bande originale, composée de 23 titres, a été commercialisée le 18 décembre 2015.

## Accueil

### Promotion

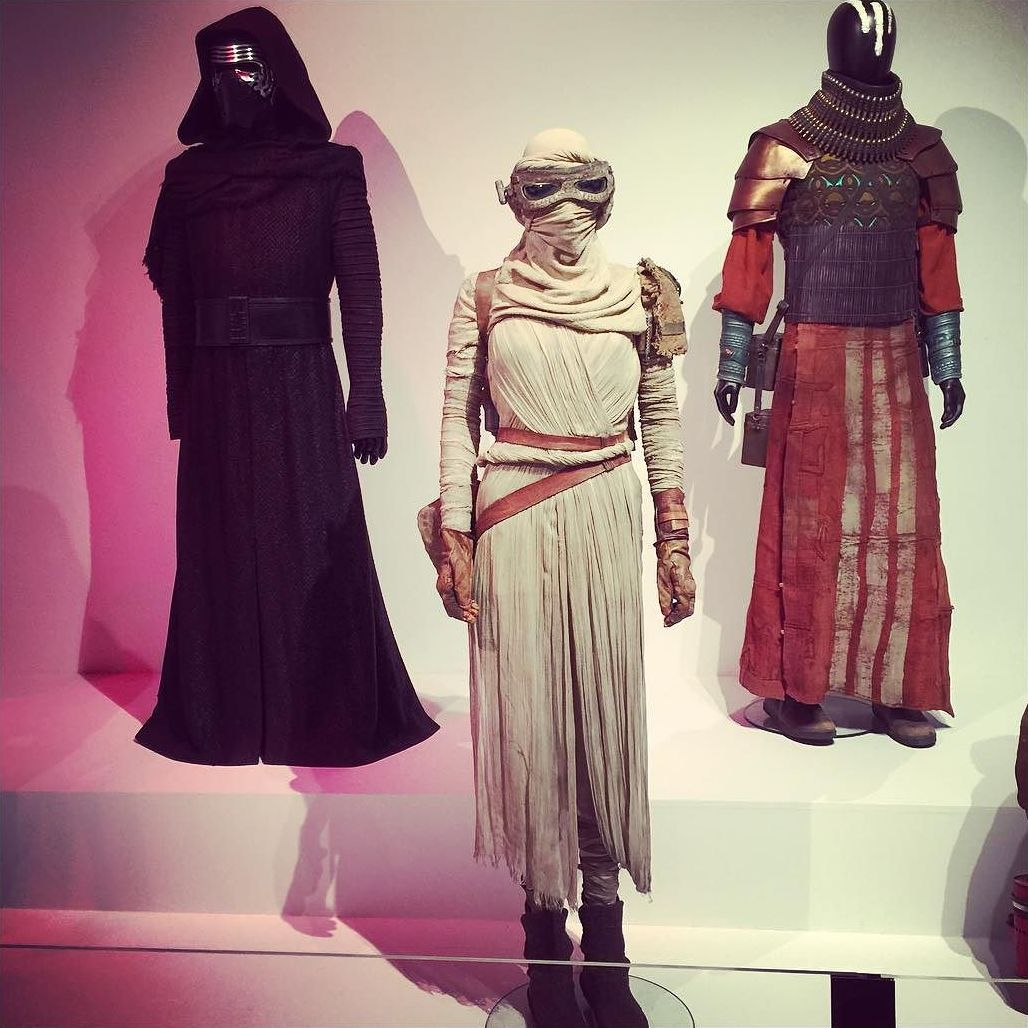
Costumes du film, exposés au à Los Angeles.

Le 6 novembre 2014, la production annonce via son fil Twitter officiel le titre de ce septième épisode de la saga : Star Wars: The Force Awakens. Le jour même, Lucasfilm confirme que le titre qui servira à la promotion ne comportera pas la mention « épisode VII », mais que celle-ci sera bien présente dans le texte d'ouverture du film. La mention d'« épisode VII » pourrait avoir été exclue pour des raisons commerciales, afin de ne pas rebuter les nouveaux spectateurs potentiels de la saga. 22 jours plus tard, la première bande-annonce est diffusée dans une sélection de 30 cinémas à travers les États-Unis et le Canada, puis mise en ligne sur Internet ; elle est diffusée dans les autres salles du monde en décembre. Elle dévoile également le titre français officiel de ce nouvel épisode : Le Réveil de la Force. Les visages de trois acteurs apparaissent dans cette bande-annonce, ce qui lance les spéculations sur le rôle central qu'ils pourraient avoir dans la nouvelle vague de la saga cinématographique : Daisy Ridley (Rey), John Boyega (Finn), et Oscar Isaac (Poe Dameron). Andy Serkis en fait la narration en version originale. Le 11 décembre 2014, Abrams et Kennedy publient une série de huit cartes à collectionner Topps révélant les noms de plusieurs personnages.
La deuxième bande-annonce est diffusée le 16 avril 2015, lors du panel dédié au film et diffusé en direct en ligne à travers le monde à la Star Wars Celebration à Anaheim, en Californie. Vanity Fair est le premier magazine à sortir une couverture exclusive consacrée au Réveil de la Force. L'édition du magazine sortie le 7 mai 2015 présente de nouvelles interviews et de nouvelles photos des membres de la distribution, photographiés par Annie Leibovitz,.
Le 15 août 2015, lors du Disney D23 Expo, la première affiche, peinte par Drew Struzan, est révélée. Elle met en vedette Rey, Finn tenant un sabre laser à lame bleue, Han Solo et Kylo Ren. Douze jours plus tard, le compte officiel Instagram de Star Wars révèle un teaser de 15 secondes représentant une vaste armée de stormtroopers du Premier Ordre ainsi que Finn tenant à nouveau le même sabre laser face à Kylo Ren dans une forêt. Des lunettes 3D spéciales, mettant en vedette Kylo Ren, le capitaine Phasma, un stormtrooper et BB-8, sont créées grâce à un partenariat entre Lucasfilm et RealD pour la sortie du film.
Le 14 septembre 2015, Disney signe un contrat avec Tencent pour rendre disponible en streaming la saga Star Wars en Chine avant la sortie du Réveil de la Force. Le 17 septembre 2015, Disney négocie avec Netflix pour rendre les films Star Wars disponible en streaming en Amérique latine,,,. Le 21 septembre 2015, Telefonica lance une chaîne temporaire Star Wars en Espagne sur sa plateforme payante Movistar+ avec les films et des documentaires devant s'arrêter avec la sortie de l'épisode VII,.
Le 18 octobre 2015, Lucasfilm dévoile l'affiche officielle et définitive du film où celle-ci rassemble tous les personnages à l'exception de Luke Skywalker. Le même jour, plusieurs extraits de la bande-annonce finale, diffusée le lendemain lors du Monday Night Football sont révélés,. Cette ultime bande-annonce amène quelques nouveaux éléments et épaissit le mystère concernant Luke Skywalker, qui n’apparaît pas sur l'affiche et qui est vu très brièvement avec une image déjà diffusée : de dos, encapuchonné et posant son avant-bras robotique sur R2-D2, ce qui soulève la question de savoir de quel côté de la Force il se situe désormais. Les principaux personnages de la nouvelle trilogie, à commencer par Rey, la pilleuse d'épaves, en continuant par Poe Dameron, le pilote de X-wing, puis Finn, le stormtrooper qui va changer de camp et qui déclare : « J'ai été formé à une seule chose. Je n'ai aucune cause à défendre », et enfin Kylo Ren, l'antagoniste principal, sont au centre de cette bande annonce. « Rien ne nous arrêtera. J'achèverai ce que vous avez commencé », dit ce dernier face au masque carbonisé de Dark Vador. Elle montre aussi Han Solo expliquer à Finn et à Rey : « C'est vrai. Tout est vrai. Le côté obscur. Les Jedi, ils existent. ». Les dernières images de cette bande-annonce finale, émaillée d'images de combats aériens et d'explosions, montrent Finn et Kylo Ren commencer à se battre au sabre laser dans une forêt. Pour promouvoir Star Wars, épisode VII : Le Réveil de la Force en Chine, Disney installe 500 Stormtroopers sur la Muraille de Chine le 21 octobre,.
Enfin, Lucasfilm/Disney créent la surprise en postant sur le site Star Wars japonais, le 6 novembre, une nouvelle bande-annonce destinée au public nippon où apparaissent des images jusque-là inédites. Elle révèle que Rey « attend sa famille », que celle-ci fait la connaissance de Finn (« Je m'appelle Rey, et toi ? ») et surtout, elle apparaît dans une scène menacée par le sabre laser de Kylo Ren qui semble sur le point de l'exécuter. Une autre scène regroupe C-3PO, Poe Dameron et Leia. On voit aussi Chewbacca déclencher une charge explosive qui pulvérise plusieurs stormtroopers. Cette bande-annonce dévoile également des combats aériens, avec Poe Dameron aux commandes de son X-wing au-dessus d'un territoire enneigé. La dernière phrase prononcée est : « Aujourd'hui, l'espoir n'est pas perdu. Il est trouvé ».
Dix scènes vues dans les bandes-annonces ne sont pas présentes dans le montage final du film, comme celle où deux mains féminines (celles de Maz Kanata et de Leia Organa) se transmettent le sabre laser d'Anakin Skywalker,. Le 17 novembre 2015, le magazine Wired recense plusieurs éléments du système mis en place par Disney et ses filiales pour s'assurer que le public n'échappe pas à Star Wars dont un clip avec les personnages de Vice-versa, les costumes et jouets présentés dans l'émission Good Morning America sur ABC et des extraits dans Monday Night Football sur ESPN. Le 15 décembre 2015 Telkom SA et The Walt Disney Company Africa s'associent pour promouvoir le film Star Wars, épisode VII : Le Réveil de la Force et le rend disponible en streaming dès le lendemain en Afrique du Sud. Le 17 décembre 2015, Disney transforme la Colonne Nelson de Trafalgar Square à Londres en sabre laser pour la promotion du film en payant 24 000 livres sterling,.

### Sortie
La date de sortie du film, annoncée en novembre 2013, est fixée pour le 18 décembre 2015, ce qui en fait le second film - derrière Star Wars: The Clone Wars, sorti en août 2008 - à ne pas sortir en mai, alors que les six premiers films l'étaient. Le Réveil de la Force est diffusé en première mondiale le 14 décembre 2015 à Los Angeles dans trois cinémas : au Grauman's Chinese Theatre, au El Capitan Theatre et au théâtre Dolby,. Il sort ensuite dans plusieurs pays européens les 16 et 17 décembre, puis aux États-Unis le 18 décembre, en 3D et IMAX 3D,.
Le Wall Street Journal dévoile en 2017 les termes demandés par Disney aux propriétaires de cinéma pour diffuser Le Réveil de la Force, comme 64 % du prix des billets au lieu de 55 et 4 semaines dans la plus grande salle,.
Le film est diffusé sur 375 à 400 écrans IMAX aux États-Unis et au Canada et plus de 400 à l'étranger. Le 17 décembre 2015, plusieurs cinémas à travers l'Amérique du Nord diffusent un marathon Star Wars avec les six précédents films en 2D suivis par Le Réveil de la Force en 3D. À partir du 18 décembre 2015, il occupe la totalité des écrans IMAX en Amérique du Nord pendant quatre semaines consécutives, jusqu'au 14 janvier 2016.
En France, le film devait également sortir le 18 décembre 2015. Cependant, le 7 septembre 2015, un tweet du compte officiel français de Star Wars révèle que Le Réveil de la Force sort finalement le 16 décembre 2015. La prévente des places, débutée le 19 octobre 2015, entraîne la panne de plusieurs sites de cinéma,. Malgré cela, la prévente bat un record de ventes de billets IMAX d'une valeur de 6,5 millions de dollars sur une seule journée. IMAX n'a jamais enregistré auparavant plus d'un million de dollars en prévente sur une seule journée.
La première mondiale du film a lieu le lundi 14 décembre 2015, mais nombreux sont les Américains qui n'ont pas eu l'occasion de venir à cette séance. Le film sortant officiellement en France le 16 décembre, soit deux jours avant la sortie nationale des États-Unis, la compagnie aérienne Air France propose donc une offre « Vol et Cinéma » comprenant le billet d'avion, la place de cinéma, ainsi que la navette vers le multiplexe. Ce service proposait ainsi aux Américains impatients de pouvoir venir assister à une séance au cinéma EuropaCorp dans la ville de Tremblay-en-France. Les départs d'avions étaient proposés dans les villes de San Francisco, New-York et Los Angeles,. Peu après le lancement de l'opération, toutes les références à Star Wars, que ce soit sur le site ou les réseaux sociaux, avaient été supprimées. Finalement, une centaine de personnes fait le vol pour assister à cette séance.
Pour la date de sortie en DVD et Blu-ray, initialement prévue pour le 30 juin 2016 aux États-Unis, Amazon annonce que la sortie officielle sera finalement avancée au 5 avril 2016 et que le DVD contiendra, en plus du film dans son intégralité, de nombreux bonus proposant entre autres une dizaine de scènes coupées inédites,. Pour la France, Amazon annonce que le film sera disponible en vente dans ses versions DVD et Blu-ray dès le 16 avril 2016 , soit quatre mois jour pour jour après sa sortie en salles.
Toutefois, dans la journée du mardi 22 mars 2016, soit quinze jours avant sa sortie officielle en DVD et Blu-ray aux États-Unis, le film est piraté et est rendu accessible illégalement sur les plateformes de partages, en haute définition. En effet, une copie, semblant provenir d’une version retail, c'est-à-dire destinée à la vente commerciale, a été publiée sur les sites de torrent et aurait été téléchargée plus de 250 000 fois en moins de douze heures d’après les informations et les statistiques fournies par le site en question. La version québécoise du film est également rendue disponible et est d'ores et déjà téléchargeable sur les divers sites de torrent et de téléchargement illégaux,.
Disney annonce que malgré tout, les bonus du film contenant les scènes coupées n'auraient pas été piratés lors de cette fuite.

#### Avant-premières
L'avant-première mondiale du film a lieu le lundi 14 décembre en soirée à Los Angeles. Certains fans de la saga faisaient déjà la queue près de dix jours avant l'évènement. La sécurité est particulièrement présente : en effet, toute circulation est interdite « sur dix pâtés de maisons autour des célèbres Chinese et Dolby Theatre ». Jeff Bock, un analyste de la société spécialisée dans le box-office, Exhibitor Relations, précise qu'« il y a plus de sécurité que pour les Oscars, la circulation est bloquée, c'est un gros événement ». Disney paie pour l'occasion la ville afin de déployer une centaine de policiers et agents de sécurité. De plus, pour entrer dans la zone, il faut passer par un détecteur de métaux. Les quelques milliers de personnes venant assister à la séance sont priés de porter une tenue chic. En outre, les masques, sabres laser, et les armes doivent être laissés au vestiaire.
L'avant-première du film en France a lieu le mardi 15 décembre à 10 h 30. La projection est privée, et réservée à la presse, uniquement pour des personnes ayant reçu un mail nominatif. Pour assister au film, de nombreuses conditions sont imposées à ces personnes comme : ne pas diffuser de critique du film avant 9 h 01 le mercredi 16 décembre, ne réaliser aucun enregistrement, ne dévoiler en aucun cas l'intrigue du film aux futurs spectateurs et laisser tout appareil pouvant enregistrer au vestiaire. La séance se déroule au cinéma Pathé Quai d'Ivry, et l'entrée se fait seulement sur présentation d'un QR Code. La production engage par ailleurs une dizaine de vigiles pour faire la sécurité dans la salle de projection. Lucasfilm prévient que les agents de sécurité sont équipés de lunettes nocturnes durant la séance pour détecter toute caméra cachée. Disney prévoit d'ailleurs de poursuivre en justice toute personne révélant l'intrigue du film, ou ne respectant pas les contrats de confidentialité.

### Accueil critique

#### En France
Sur le site Allociné, 39 critiques françaises sont disponibles. Les critiques de presse réservent un très bon accueil au film : le site Allociné attribue au film sur cette base une moyenne de 4 sur une échelle de 5. Parmi les critiques les plus positives (5/5), 20 minutes souligne que « c'était un sacré pari et c’est gagné ! J. J. Abrams a réussi Star Wars - Le Réveil de la Force. Il refait pour la saga Star Wars ce qu’il avait accompli pour Star Trek en 2009 : remettre au goût du jour une grande mythologie populaire en respectant l'esprit des œuvres originales. » Metro ajoute que « Si Le Réveil de La Force est à la hauteur des attentes, c'est aussi parce qu’il reprend habilement la structure de La Guerre des Etoiles. ». Télérama publie également : « Tout n'est pas parfait dans ce film un peu pressé... Mais si chaleureux qu’on s’y sent, comme Han Solo et Chewbacca, "à la maison". Mission accomplie. ».
Tous les critiques ne sont cependant pas convaincus par le film. Parmi les critiques les plus négatives (3/5), Écran Large reste mitigé : « Fidèle, respectueux et exécuté avec un soin maniaque, Le Réveil de la Force souffre de son recyclage maladif. », tout comme La Croix : « Trente-deux ans après Le Retour du Jedi, la suite tant attendue de Star Wars renoue avec les ingrédients de la première trilogie tout en laissant une impression de déjà-vu. ».
La revue de vulgarisation scientifique Sciences et Avenir parle de son côté d'une « déception » et de « nausée », soulignant son incompréhension face aux commentaires « dithyrambiques » générés sur le web à la suite des avant-premières aux États-Unis et le scénario calqué sur le quatrième épisode, tout en concédant que « les nostalgiques du Star Wars première époque se consoleront avec les scènes du duo Han Solo-Chewbacca » et « si le film réalisé par J. J. Abrams séduit par moments, c’est dans son recours aux décors naturels » ou « dans une utilisation moins systématique des effets spéciaux numériques ».
Les critiques de l'émission de radio Le Masque et la Plume, sur France Inter, ne sont pas favorables au film. Si Danièle Heymann déclare « aimer ça », tout en condamnant le « marketing obèse », Xavier Leherpeur estime : « Il faut avoir un avis sur cette machine mercantile ? […] Disney nous a emmerdés avec des embargos, nous intimant l’ordre de ne rien dire sur les liens familiaux des personnages. Mais en fait Le Réveil de la force, c'est juste la version 2.0 de La Guerre des étoiles que l’on a vu en 1977. C’est le jeu des 7 différences, comme on y jouait dans Le Parisien, il y a vingt ans ! […] c’est le même, le même film, avec les mêmes morts, les mêmes disparitions, le même conflit avec le père. C'est formidable ! On chausse des chaussons en regardant le film, mais à un moment donné ça ne suffit pas. ». Pierre Murat critique la musique de John Williams, tout en qualifiant le film de « Shakespeare pour les nuls avec une dose de débilité assez réjouissante ». Alain Riou n'est pas élogieux avec le film : « Je ne me suis pas ennuyé. Mais je ne rachèterai pas de billets. Il y a des choses imaginatives, mais il y a aussi des mers entières d’idioties. ».
Sur le site Allociné, la moyenne des notes des spectateurs est de 3,6 sur 5, mais 47 % notent le film entre 0 et 2 sur 5. Le reproche récurrent est que le film ne s'éloigne pas d'Un nouvel espoir, ainsi qu'un abus de fan service,,. Fin 2017, Geoffrey Crété, dans un article du site Écran large, revient sur les reproches adressés au film par les fans de longue date de Star Wars et examine les reproches les plus fréquents. Certains lui semblent fondés : la trop grande ressemblance du scénario avec celui du film Un nouvel espoir ; l'absence de grande scène marquante au profit d'un grand spectacle manquant un peu de personnalité ; un personnage de « méchant » manquant d'ampleur. D'autres lui semblent exagérés, comme les accusations portées envers J. J. Abrams ou Disney d'avoir trahi l'esprit de la saga ou encore les reproches de « politiquement correct » adressés aux choix d'une femme et d'hommes noirs ou métis pour les rôles principaux.

#### Aux États-Unis
Aux États-Unis, la critique est tout aussi positive, avec une moyenne de 81⁄100 sur le site Metacritic sur la base de 52 critiques collectées, ce qui lui permet d'obtenir le label « Acclamation universelle » (« universal acclaim »). Sur le site Rotten Tomatoes, le film obtient une popularité de 92 % et une moyenne de 8.2⁄10 basée sur 346 critiques collectées. Le site en a d'ailleurs conclu : « Comblé d'action et peuplé tant par des visages familiers que de sang frais, Le Réveil de la Force nous rappelle avec succès la gloire d'antan de la série, tout en lui insufflant une énergie renouvelée. » (« Packed with action and populated by both familiar faces and fresh blood, The Force Awakens successfully recalls the series' former glory while injecting it with renewed energy. »).

#### Avis de George Lucas
Lors d'une entrevue sur la chaine américaine CBS, George Lucas n'est dans un premier temps, et a fortiori, pas tendre avec le film : « Les gens ne se rendent pas compte que c'est un feuilleton traitant de problèmes familiaux, ce n'est pas à propos de vaisseaux spatiaux. ». Il se serait plus concentré sur le drame, la politique et l'humain tout en limitant les scènes d'actions,. Il explique également avoir cédé les droits de Lucasfilm « à des trafiquants d'esclaves blancs ». Mais le 31 décembre 2015, le père de la saga se rétracte totalement par rapport à des propos acerbes et polémiques tenus avant même qu'il ait visionné le film de J. J. Abrams. Il dit alors : « Je me suis mal exprimé et j'ai utilisé une analogie particulièrement inappropriée, et je m'en excuse. Je travaille avec Disney depuis quarante ans, et j'ai choisi de leur confier l'héritage de Star Wars en raison de mon grand respect pour cette société et son dirigeant Bob Iger. Disney réalise un travail incroyable en supervisant et élargissant la franchise. Je me permets rarement de publier des communiqués expliquant mes sentiments mais il me semble important de clarifier les choses et de dire que je suis ravi que Disney porte cette franchise et l'emmène dans des directions si excitantes au cinéma, à la télévision et dans ses parcs à thèmes. Et surtout, je suis époustouflé par le succès record du nouveau film, et très fier de J. J. et Kathy ».

#### Au Vatican
L'Osservatore Romano, journal quotidien du Vatican, déclare : « Le seul mérite du film de J. J. Abrams est de démontrer, par contraste, combien la direction des chapitres précédents était élégante, équilibrée, mais aussi appropriée », qualifiant Kylo Ren de méchant « insipide » et le suprême leader Snoke de « plus grave défaut du film ».

### Records au box-office
| Pays ou région        | Box-office         | Date d'arrêt du box-office | Nombre de semaines |
| --------------------- | ------------------ | -------------------------- | ------------------ |
| États-Unis Canada     | 936 662 225 $      | 2 juin 2016                | 24                 |
| France                | 10 507 561 entrées | 29 mars 2016               | 15                 |
| Chine                 | 22 148 272 entrées | 8 février 2016             | 5                  |
| Total hors États-Unis | 1 134 647 993 $    | 4 septembre 2016           | 38                 |
| Total mondial         | 2 071 310 218 $    | 4 septembre 2016           | 38                 |

Avant sa sortie, certains pronostiqueurs américains estiment que le film Star Wars, épisode VII pourrait battre le record de recette du film Jurassic World pour l'année 2015, et ses 1 668 984 926 de dollars américains (au 17 décembre 2015),. Lors des préventes, le film obtient déjà 100 millions de dollars, ce qui lui permet de se classer directement en tête des ventes de la semaine.
Dans la ville de Paris, le film obtient le record du nombre d'entrées pour une première d'un film en France : ce sont près de 900 personnes, réparties sur deux salles (avec 446 spectateurs pour le long-métrage en version 2D et 452 pour la 3D), qui ont assisté à la première séance en sortie nationale le 16 décembre 2015, lors de la séance de 9h à l'UGC Ciné Cité des Halles à Paris. Le film devient d'ailleurs le quatrième meilleur démarrage parisien depuis 15 ans pour son jour de sortie avec 16 415 entrées. Pour son premier jour d'exploitation, Le Réveil de la Force rassemble 619 200 spectateurs, dont 300 000 places qui furent vendues en préventes, dans 1093 salles, faisant du film la plus grosse sortie en 2015. Le film devient le deuxième meilleur démarrage de la saga Star Wars, après La Revanche des Sith, qui avait recueilli 641 799 spectateurs, avant-premières comprises. Cependant, il se place second au meilleur démarrage de l'année, derrière 007 Spectre et ses 850 297 entrées sur 902 écrans. Le résultat de 007 Spectre est toutefois à nuancer car le film était sorti un jour férié et bénéficiait d'avant-premières.
Le 18 décembre, le site Box Office Mojo dévoile les premiers résultats du film à l'échelle internationale : les mercredi 16 et jeudi 17, le film avait déjà franchi la barre des 72,7 millions de dollars pour ensuite atteindre la somme globale de 130 millions de dollars le vendredi 18 décembre, jour de sortie aux États-Unis, et dans de nombreux autres pays. Le site français JP's Box-Office estime au 18 décembre en soirée (heure française) que le film a rapporté 55 000 000 de dollars aux États-Unis seulement, et 14 100 000 dans le reste du monde, pour une recette totale de 69 100 000 de dollars dans le monde.
Le 22 décembre, AlloCiné annonce que le film a obtenu le plus gros démarrage au box-office mondial de l'histoire, avec une recette de 528 millions de dollars depuis la sortie en France le 16 décembre 2015, alors que le film n'est toujours pas sorti en Chine. Le film bat donc le record qui était détenu par Jurassic World la même année, et ses 524,9 millions de dollars obtenus la première semaine. En outre, le film totalise une recette de 247,9 millions de dollars aux États-Unis depuis le 18 décembre, et 281 millions de dollars dans le reste du monde depuis le 16 décembre, Chine exclue.
Pour sa première semaine d'exploitation en France, Star Wars : Le Réveil de la Force réalise le troisième meilleur démarrage de l'histoire derrière Bienvenue chez les Ch'tis et Les Bronzés 3 avec 3,8 millions d'entrées. De plus, il devient le quatrième film étranger à franchir les dix millions d'entrées au cours des vingt-cinq dernières années, après Le Roi lion (1994), Titanic (1997) et Avatar (2009).
Le dimanche 27 décembre 2015, Star Wars, épisode VII : Le Réveil de la Force devient le film le plus rapide de l'histoire à dépasser le seuil du milliard de dollars de recettes au box-office mondial, en seulement 12 jours, surpassant le record de Jurassic World, qui avait mis 13 jours pour dépasser ce seuil.
Au bout de vingt jours d'exploitation en Amérique du Nord, le 6 janvier 2016, Le Réveil de la Force devient le film aux plus grosses recettes de l'histoire, dépassant ainsi Avatar (2009) avec un nouveau record historique de 764,4 millions de dollars. (Il sera à son tour dépassé par Avengers: Infinity War en avril 2018, qui récoltera 250 millions de dollars). Enfin, le 7 février 2016, au 50e jour après sa sortie, il devient le premier film de l'histoire à franchir le cap des 900 millions de dollars au box-office nord-américain et devient, trois jours plus tard, le troisième film à atteindre les deux milliards de dollars de recettes mondiales, après Titanic et Avatar,. Pour ce qui est du nombre de spectateurs, il devient aux États-Unis le 11e film le plus vu de tous les temps (et à dépasser les 100 millions d'entrées), juste derrière Blanche-Neige et les Sept Nains.

## Distinctions
Sauf indication contraire, les informations mentionnées dans cette section peuvent être confirmées par la base de données cinématographiques IMDb,  présente dans la section « Liens externes ».

### Récompenses
- American Film Institute Awards 2015 : film de l'année[184]
- Florida Film Critics Circle Awards 2015 : Pauline Kael Breakout Award pour Daisy Ridley
- International Film Music Critics Association 2015[185]
  - Partition de film de l'année pour John Williams
  - Meilleure partition pour un film de fantasy / science-fiction / horreur
  - Composition musicale de film de l'année pour The Jedi Steps and Finale
- Central Ohio Film Critics Association Awards 2016 : meilleur film
- BAFTA Awards 2016 :
  - Meilleurs effets visuels
  - Rising Star Award pour John Boyega
- Jupiter Awards 2016 : meilleur film international
- Motion Picture Sound Editors Awards 2016 : meilleur montage de musique de film
- MTV Movie Awards 2016[186] :
  - Film de l'année
  - Meilleure révélation pour Daisy Ridley
  - Meilleur méchant pour Adam Driver alias Kylo Ren
- Trophées du Film français 2016 : trophée des trophées
- Visual Effects Society Awards 2016[187] :
Catégories film en prises de vues réelles
  - Meilleurs effets visuels
  - Meilleur environnement pour la course du Faucon Millenium
  - Meilleure réalisation virtuelle pour la course du Faucon Millenium
  - Meilleur modèle pour BB-8
- Saturn Awards 2016[188] :
  - Meilleur film de science-fiction
  - Meilleur acteur pour Harrison Ford
  - Meilleur acteur dans un second rôle pour Adam Driver
  - Meilleur scénario pour J. J. Abrams, Lawrence Kasdan et Michael Arndt
  - Meilleure musique pour John Williams
  - Meilleur montage pour Maryann Brandon, Mary Jo Markey
  - Meilleur maquillage pour Neal Scanlan
  - Meilleurs effets spéciaux

### Nominations
- Florida Film Critics Circle Awards 2015 :
  - Meilleurs effets visuels (finaliste)
  - Meilleure musique pour John Williams
- Central Ohio Film Critics Association Awards 2015 :
  - Acteur de l'année pour Domhnall Gleeson (finaliste)
  - Meilleure révélation pour Daisy Ridley
  - Meilleur montage
- Georgia Film Critics Association Awards 2015[189] :
  - Meilleure révélation pour Daisy Ridley
  - Meilleurs décors
  - Meilleure musique originale
  - Meilleur ensemble
- Seattle Film Critics Association Awards 2015 : 
  - Meilleurs décors
  - Meilleurs effets visuels
  - Meilleure musique originale
  - Meilleur son
- Alliance of Women Film Journalists Awards 2016 : 
  - Meilleure actrice d'action pour Daisy Ridley
  - Meilleure révélation pour Daisy Ridley
- American Cinema Editors Awards 2016 : meilleur montage — catégorie drame
- Art Directors Guild Awards 2016 : meilleurs décors
- Bodil 2016 : meilleur film américain
- BAFTA Awards 2016[190] :
  - Meilleurs décors
  - Meilleure musique de film pour John Williams
  - Meilleur son
- Casting Society of America Awards 2016 : meilleur casting — catégorie gros budget / drame
- Cinema Audio Society Awards 2016 : meilleur mixage de son — catégorie film en prises de vues réelles
- Costume Designers Guild Awards 2016 : meilleur film de fantasy
- Critics' Choice Movie Awards 2016 : meilleur film[191]
- Denver Film Critics Society Awards 2016 :
  - Meilleur film de science-fiction
  - Meilleurs effets visuels
  - Meilleure musique de film
- Make-Up Artists and Hair Stylists Guild Awards 2016 : meilleurs effets maquillage pour Neal Scanlan
- Motion Picture Sound Editors Awards 2016 : 
  - Meilleur montage de dialogues
  - Meilleur montage des effets sonores
- MTV Movie Awards 2016[186] :
  - Meilleure performance féminine pour Daisy Ridley
  - Meilleure révélation pour John Boyega
  - Meilleure performance d'action pour John Boyega
  - Meilleure héroïne pour Daisy Ridley alias Rey
  - Meilleure performance virtuelle pour Andy Serkis
  - Meilleure performance virtuelle pour Lupita Nyong'o
  - Meilleur casting
  - Meilleur combat pour le duel Rey contre Kylo Ren
- Oscars du cinéma 2016 :
  - Meilleur montage
  - Meilleure musique de film
  - Meilleur montage de son
  - Meilleur mixage de son
  - Meilleurs effets visuels
- Visual Effects Society Awards 2016[187] :
Catégories film en prises de vues réelles
  - Meilleure composition visuelle
  - Meilleure réalisation animée pour Maz Kanata
  - Meilleure simulation pour la base Starkiller
- Saturn Awards 2016[192] :
  - Meilleure actrice pour Daisy Ridley
  - Meilleur acteur dans un second rôle pour John Boyega
  - Meilleure actrice dans un second rôle pour Carrie Fisher
  - Meilleure actrice dans un second rôle pour Lupita Nyong’o
  - Meilleure réalisation pour J. J. Abrams
  - Meilleurs décors pour Rick Carter et Darren Gilford
  - Meilleurs costumes pour Michael Kaplan
- Teen Choice Awards 2016 :
  - Meilleur film de science-fiction/Fantastique

## Exploitation
Dès le 25 janvier 2016, selon le magazine Variety, Disney/ABC Home Entertainment aurait démarché les réseaux de télévisions pour un lot de 9 films Star Wars alors que l'épisode VII venait juste de sortir.

### Éditions en vidéo
Le film est disponible aux formats DVD et Blu-ray depuis le 5 avril 2016 aux États-Unis. En France depuis le 16 avril 2016 aux formats DVD et Blu-ray, et en Blu-ray 3D depuis le 2 novembre 2016.

### Produits dérivés

#### Romans et bandes dessinées
Le film est accompagné par de nombreux livres. Le 10 mars 2015, Disney Publishing Worldwide et Lucasfilm annoncent une combinaison de 20 titres en livre et formats e-book, intitulée Voyage vers Star Wars : Le Réveil de la Force (Journey to Star Wars: The Force Awakens) avec une sortie à partir de fin 2015, avant le film. La collection comprend des livres édités par Disney–Lucasfilm Press et Del Rey et des bandes dessinées éditées par Marvel Comics. Tous les titres dans le cadre du programme sont canoniques dans l'univers Star Wars.
Le premier roman, intitulé Riposte (Star Wars: Aftermath), sort le 4 septembre 2015, écrit par Chuck Wendig. L'histoire se déroule peu de temps après Le Retour du Jedi et traite des conséquences de la mort de l'Empereur et de Dark Vador, ainsi que du vide du pouvoir formé durant le règne de l'Empire sur la galaxie et les actions de la rébellion durant les mois qui suivent. Il est destiné à être le premier d'une trilogie de romans destinés à faire le pont entre la trilogie originale et Le Réveil de la Force. Alan Dean Foster écrit la novélisation du film, qui est publiée le 5 janvier 2016.

#### Autres produits dérivés
Le 3 mai 2015, le site officiel de Star Wars annonce la date du lancement des produits dérivés du film : le 4 septembre 2015, journée que Disney surnomme pour l'occasion « Force Friday » (« Vendredi de la Force ») ; les produits sont disponibles dès 00 h 01. Les boutiques Disney Disney Store et divers magasins du monde entier commercialisent alors des livres, des vêtements et divers autres produits collectionnables. Le site diffuse aussi l'image de la boîte standard d'emballage des produits mettant en vedette le nouveau méchant : Kylo Ren. Le 3 septembre 2015, un live-streaming de 18 heures, organisé par Disney et Maker Studios, est diffusé sur la chaîne officielle de Star Wars sur YouTube afin de présenter de multiples produits dérivés du film lancés le 4 septembre,.

#### Polémique sur les stéréotypes de genre dans les produits dérivés
Fin 2015, en découvrant les produits dérivés du film, de nombreux consommateurs s'étonnent de ne pas y voir figurer de produits à l'effigie de Rey, en particulier dans plusieurs produits Hasbro où sa présence semblait logique (notamment un Monopoly Star Wars). Un hashtag #WheresRey est utilisé sur le réseau social Twitter par les déçus. Disney publie alors un communiqué arguant que Rey n'a pas été mise en avant sur les produits dérivés afin de ne pas trop dévoiler l'intrigue du film. Mais le site américain Sweatpants & Coffee publie les confidences d'un fabricant de jouets ayant pris part aux réunions de conception de cette gamme de produits dérivés en présence des représentants de Lucasfilm en janvier 2015. Celui-ci révèle que l'absence quasi complète de Rey dans les produits dérivés résulte d'un choix de marketing effectué par Lucasfilm, qui a expressément demandé aux industriels de ne pas inclure Rey sur les produits, avec l'argument que les garçons achèteraient moins un produit représentant une fille, et cela alors que les versions initiales de ces produits prévoyaient d'inclure le personnage de Rey. La directive donnée, fréquente dans les lignes de produits pour enfants, était de « maintenir la division nette entre les produits pour filles et garçons. Marginaliser les personnages féminins dans les produits qui ne sont pas spécifiquement markétés pour les filles ».
Devant l'indignation suscitée par cette absence, Disney conçoit en urgence de nouveaux jouets dérivés du film. Le 12 janvier 2016, Disney lance une seconde vague de jouets Le Réveil de la Force incluant le personnage de Rey, après celle de septembre 2015.

## Suites
En juin 2014, le réalisateur Rian Johnson est annoncé en tant que scénariste et réalisateur de lépisode VIII, Star Wars, épisode VIII : Les Derniers Jedi, afin de prendre la relève de J. J. Abrams à la réalisation de l'épisode VIII. En mars 2015, Robert Iger, PDG de Disney, confirme que Rian Johnson écrira et réalisera l'épisode VIII et annonce que celui-ci sortira le 26 mai 2017, avant que la sortie ne soit finalement repoussée au 15 décembre 2017. En août 2015, il est annoncé que le tournage débutera le 14 septembre 2015 sur l'île irlandaise Skellig Michael.
Le 15 août 2015, lors de la conférence de presse annonçant la création de zones thématiques consacrées à l'univers Star Wars dans les parcs Disney de Floride et de Californie, Alan Horn, le patron des studios Disney, indique que Colin Trevorrow, réalisateur du film Jurassic World, prendrait les commandes de l'épisode IX, prévu pour 2019. En septembre 2015, Benicio del Toro confirme avoir un rôle dans le huitième épisode et Anthony Daniels révèle sa participation pour les épisodes VIII et IX,.